# Хоккейный клуб «Сибирь» в сезоне 2017/2018
Сибирь (Новосибирская область) в сезоне 2017/18  — статистика выступлений и деятельность клуба в КХЛ сезона 2017/18.

## Итоги прошедшего сезона
По итогам сезона Сибирь заняла 9-е место в Восточной конференции КХЛ, в связи с таким результатом команда не вошла в плей-офф Кубка Гагарина.
Лучшим снайпером (19) стал Максим Шалунов, лучшими ассистентом (22) Адам Полашек, по системе гол+пас (37): Максим Шалунов и Сергей Шумаков

## Трансферы

### Межсезонье
| Поз. | Игрок               | Прежний клуб      |
| ---- | ------------------- | ----------------- |
| Вр   | Эдуард Рейзвих      | Нефтяник          |
| Защ  | Кирилл Воробьев     | ЦСКА              |
| Нап  | Александр Бергстрём | Карлскруна        |
| Нап  | Патрик Закриссон    | Лугано            |
| Нап  | Александр Шаров     | Звезда            |
| Нап  | Сергей Коньков      | Нефтехимик        |
| Нап  | Андрей Сигарёв      | Адмирал           |
| Нап  | Игорь Левицкий      | ХК Сочи           |
| Нап  | Сергей Барбашев     | Адмирал           |
| Нап  | Станислав Бутузов   | Металлург (Нк)    |
| Нап  | Игнат Земченко      | Металлург (Нк)    |
| Нап  | Алексей Сопин       | Динамо (М)        |
| Нап  | Илья Шипов          | Динамо (М)        |
| Нап  | Йонас Энлунд        | Куньлунь Ред Стар |
| Нап  | Вячеслав Основин    | ЦСКА              |

| Поз.       | Игрок             | Новый клуб        |
| ---------- | ----------------- | ----------------- |
| Вр         | Иван Налимов      | Адмирал           |
| Защ        | Георгий Мишарин   | Автомобилист      |
| Нап        | Сергей Шумаков    | ЦСКА              |
| Нап        | Константин Окулов | ЦСКА              |
| Нап        | Максим Шалунов    | ЦСКА              |
| Нап        | Вадим Хлопотов    | ЦСКА              |
| Нап        | Алексей Глухов    | Ак Барс           |
| Нап        | Владимир Бутузов  | Адмирал           |
| Нап        | Егор Миловзоров   | Автомобилист      |
| Нап        | Евгений Артюхин   | Динамо (М)        |
| Нап        | Зак Бойчак        | Слован            |
| Нап        | Йоонас Кемппайнен | Салават Юлаев     |
| Нап        | Сергей Гриценко   | Красноярские Рыси |
| Нап        | Алексей Скабелка  | Нефтяник (Ал)     |
| Гл. тренер | Андрей Скабелка   | Авангард          |

### По ходу сезона
| Поз. | Игрок             | Прежний клуб  | Дата       | Прим  |
| ---- | ----------------- | ------------- | ---------- | ----- |
| Нап  | Денис Горбунов    | Югра          | 11.09.2017 | [ 1 ] |
| Защ  | Александр Макаров | Югра          | 13.09.2017 | [ 2 ] |
| Нап  | Симон Энеруд      | ХК Сочи       | 03.10.2017 | [ 3 ] |
| Нап  | Евгений Бодров    | Салават Юлаев | 26.10.2017 | [ 4 ] |
| Нап  | Рок Тичар         | Торпедо (НН)  | 12.12.2017 | [ 5 ] |

| Поз. | Игрок            | Новый клуб    | Дата       | Прим  |
| ---- | ---------------- | ------------- | ---------- | ----- |
| Нап  | Илья Шипов       | Югра          | 11.09.2017 | [ 1 ] |
| Нап  | Владимир Бутузов | Адмирал       | 12.09.2017 | [ 6 ] |
| Защ  | Илья Неколенко   | Югра          | 13.09.2017 | [ 2 ] |
| Нап  | Игнат Земченко   | Северсталь    | 06.10.2017 | [ 7 ] |
| Защ  | Адам Полашек     | ХК Сочи       | 07.10.2017 | [ 8 ] |
| Защ  | Федор Беляков    | Салават Юлаев | 26.10.2017 | [ 4 ] |
| Нап  | Алексей Сопин    | Динамо (М)    | 15.11.2017 | [ 9 ] |

## Предсезонная подготовка
Хоккейная команда «Сибирь» собралась в Новосибирске 1 июля 2017 года, чтобы начать тренировочный процесс к новому сезону. До 28 июля хоккеисты тренировались в Новосибирске, после чего отправились в Москву на два контрольных матча с ЦСКА, которые прошли 29 и 30 июля. Затем команда прошла традиционные сборы в Финляндии, в рамках которых сыграла три контрольных матча с финскими клубами. 10 августа 2017 года «Сибирь» вернулась в Новосибирск для того, чтобы принять участие в традиционном празднике День Болельщика ХК «Сибирь», а уже 11 августа отправилась в Магнитогорск на турнир Ромазана, где команда заняла 3-е место.
| Предсезонные матчи | Предсезонные матчи | Предсезонные матчи | Предсезонные матчи      | Предсезонные матчи       | Предсезонные матчи       | Предсезонные матчи    | Предсезонные матчи |
| №                  | Дата               | Место проведения   | Соревнование            | Соперник                 | Счет                     | Голы игроков «Сибири» |                    |
| ------------------ | ------------------ | ------------------ | ----------------------- | ------------------------ | ------------------------ | --------------------- | ------------------ |
| 1                  | 29 июля            | Москва             | Товарищеский матч       | ЦСКА                     | 0:4 (0:1, 0:3, 0:0)      |                       |                    |
| 2                  | 30 июля            | Москва             | Товарищеский матч       | ЦСКА                     | 2:5 (1:2, 1:2, 0:1)      | Демидов, Верещагин    |                    |
| 3                  | 3 августа          | Финляндия          | Товарищеский матч       | Йокерит                  | 0:1 (0:0, 0:1, 0:0)      |                       |                    |
| 4                  | 8 августа          | Финляндия          | Товарищеский матч       | ХПК                      | 1:5 (0:0, 0:1, 1:4)      | Шаров                 |                    |
| 5                  | 9 августа          | Финляндия          | Товарищеский матч       | Йокерит                  | 1:4 (0:3, 0:0, 1:1)      |                       |                    |
| 6                  | 12 августа         | Магнитогорск       | Мемориал И. Х. Ромазана | Трактор                  | 2:1 (1:0, 0:0, 0:1, 1:0) | Левицкий, Шаров       |                    |
| 7                  | 14 августа         | Магнитогорск       | Мемориал И. Х. Ромазана | Куньлунь Ред Стар        | 2:4 (0:2, 2:1, 0:1)      | Игнатович, Закриссон  |                    |
| 8                  | 15 августа         | Магнитогорск       | Мемориал И. Х. Ромазана | Металлург (Магнитогорск) | 2:0 (0:0, 0:0, 2:0)      | Воробьев, Земченко    |                    |

## Результаты матчей
Легенда:
 Победа
 Поражение

### Регулярный чемпионат

#### Август
| 22 августа 2017 года 15:30 MSK | Сибирь | 3 : 1 (0:0 2:1 1:0) | Спартак | ЛДС «Сибирь», Новосибирск Зрителей: 7420 |

| Отчёт | Отчёт           | Отчёт                                       | Отчёт           | Отчёт                                                                             |
| --- | --------------- | ------------------------------------------- | --------------- | --------------------------------------------------------------------------------- |
| |                 |                                             |                 |                                                                                   |
| | Александр Салак | Вратари                                     | Маркус Свенссон | Судьи: Виктор Гашилов Роман Щенёв Линейные судьи: Алексей Майтак Дмитрий Головлёв |
| | Голы:           |                                             |                 | Судьи: Виктор Гашилов Роман Щенёв Линейные судьи: Алексей Майтак Дмитрий Головлёв |
| Сергей Коньков — 21′18′′ Андрей Сигарёв — 22′37′′ (Закриссон, Бергстрём) Степан Санников — 56′46′′ (Энлунд) | 1:0 2:0 2:1 3:1 | 22′51′′ — Вячеслав Лещенко (Стоа, Хохлачёв) |                 | Судьи: Виктор Гашилов Роман Щенёв Линейные судьи: Алексей Майтак Дмитрий Головлёв |
| |                 |                                             |                 | Судьи: Виктор Гашилов Роман Щенёв Линейные судьи: Алексей Майтак Дмитрий Головлёв |
| |                 |                                             |                 | Судьи: Виктор Гашилов Роман Щенёв Линейные судьи: Алексей Майтак Дмитрий Головлёв |
| |                 |                                             |                 | Судьи: Виктор Гашилов Роман Щенёв Линейные судьи: Алексей Майтак Дмитрий Головлёв |
| 12 мин | Штраф           | 10 мин                                      |                 | Судьи: Виктор Гашилов Роман Щенёв Линейные судьи: Алексей Майтак Дмитрий Головлёв |
| |                 |                                             |                 |                                                                                   |
| | 27 (9+6+12)     | Броски                                      | 34 (7+13+14)    |                                                                                   |

| 24 августа 2017 года 15:30 MSK | Сибирь | 2 : 1 (0:0 1:1 1:0) | Динамо Р | ЛДС «Сибирь», Новосибирск Зрителей: 7120 |

| Отчёт | Отчёт           | Отчёт                                       | Отчёт          | Отчёт                                                                                |
| --- | --------------- | ------------------------------------------- | -------------- | ------------------------------------------------------------------------------------ |
| |                 |                                             |                |                                                                                      |
| | Александр Салак | Вратари                                     | Джастин Питерс | Судьи: Денис Бондарь Эдуард Ибатулин Линейные судьи: Александр Сысуев Даниил Захаров |
| | Голы:           |                                             |                | Судьи: Денис Бондарь Эдуард Ибатулин Линейные судьи: Александр Сысуев Даниил Захаров |
| Игорь Левицкий (бол.) — 24′07′′ (Игнатович, Санников) Александр Бергстрём — 58′51′′ (Беляков, Верещагин) | 1:0 1:1 2:1     | 37′34′′ — Дэнни Кристо (Гальярди, Галвиньш) |                | Судьи: Денис Бондарь Эдуард Ибатулин Линейные судьи: Александр Сысуев Даниил Захаров |
| |                 |                                             |                | Судьи: Денис Бондарь Эдуард Ибатулин Линейные судьи: Александр Сысуев Даниил Захаров |
| |                 |                                             |                | Судьи: Денис Бондарь Эдуард Ибатулин Линейные судьи: Александр Сысуев Даниил Захаров |
| |                 |                                             |                | Судьи: Денис Бондарь Эдуард Ибатулин Линейные судьи: Александр Сысуев Даниил Захаров |
| 10 мин                                                                                                   | Штраф           | 8 мин                                       |                | Судьи: Денис Бондарь Эдуард Ибатулин Линейные судьи: Александр Сысуев Даниил Захаров |
| |                 |                                             |                |                                                                                      |
| | 15              | Броски                                      | 34             |                                                                                      |

| 26 августа 2017 года 13:30 MSK | Сибирь | 2 : 1 (0:0 1:1 1:0) | Северсталь | ЛДС «Сибирь», Новосибирск Зрителей: 7420 |

| Отчёт                                                                                       | Отчёт           | Отчёт                                          | Отчёт         | Отчёт                                                                                   |
| ------------------------------------------------------------------------------------------- | --------------- | ---------------------------------------------- | ------------- | --------------------------------------------------------------------------------------- |
|                                                                                             |                 |                                                |               |                                                                                         |
|                                                                                             | Александр Салак | Вратари                                        | Юлиус Гудачек | Судьи: Алексей Раводин Эдуард Одиньш Линейные судьи: Виктор Томилов Константин Горденко |
|                                                                                             | Голы:           |                                                |               | Судьи: Алексей Раводин Эдуард Одиньш Линейные судьи: Виктор Томилов Константин Горденко |
| Александр Шаров (бол.) — 39′09′′ (Верещагин) Владимир Первушин — 59′33′′ (Верещагин, Шаров) | 0:1 :1 2:1      | 20′54′′ — Матей Странски (Кудако, Кагарлицкий) |               | Судьи: Алексей Раводин Эдуард Одиньш Линейные судьи: Виктор Томилов Константин Горденко |
|                                                                                             |                 |                                                |               | Судьи: Алексей Раводин Эдуард Одиньш Линейные судьи: Виктор Томилов Константин Горденко |
|                                                                                             |                 |                                                |               | Судьи: Алексей Раводин Эдуард Одиньш Линейные судьи: Виктор Томилов Константин Горденко |
|                                                                                             |                 |                                                |               | Судьи: Алексей Раводин Эдуард Одиньш Линейные судьи: Виктор Томилов Константин Горденко |
| 12 мин                                                                                      | Штраф           | 12 мин                                         |               | Судьи: Алексей Раводин Эдуард Одиньш Линейные судьи: Виктор Томилов Константин Горденко |
|                                                                                             |                 |                                                |               |                                                                                         |
|                                                                                             | 24              | Броски                                         | 26            |                                                                                         |

| 28 августа 2017 года 15:30 MSK | Сибирь | 2 : 3 (1:0 1:1 0:2) | Торпедо | ЛДС «Сибирь», Новосибирск Зрителей: 7420 |

| Отчёт                                                                                 | Отчёт               | Отчёт | Отчёт             | Отчёт                                                                            |
| ------------------------------------------------------------------------------------- | ------------------- | --- | ----------------- | -------------------------------------------------------------------------------- |
|                                                                                       |                     | |                   |                                                                                  |
|                                                                                       | Александр Салак     | Вратари | Станислав Галимов | Судьи: Сергей Беляев Владимир Букин Линейные судьи: Дмитрий Шишло Никита Шалагин |
|                                                                                       | Голы:               | |                   | Судьи: Сергей Беляев Владимир Букин Линейные судьи: Дмитрий Шишло Никита Шалагин |
| Йонас Энлунд (бол.) — 03′03′′ (Санников, Коньков) Александр Шаров — 37′58′′ (Коньков) | 1:0 1:1 2:1 2:2 2:3 | 30′39′′ — Геннадий Столяров (бол.) (Григорьев, Паршин) 40′14′′ — Денис Паршин (бол.) (Григорьев, Мамашев) 47′37′′ — Егор Дугин (Григорьев, Даугавиньш) |                   | Судьи: Сергей Беляев Владимир Букин Линейные судьи: Дмитрий Шишло Никита Шалагин |
|                                                                                       |                     | |                   | Судьи: Сергей Беляев Владимир Букин Линейные судьи: Дмитрий Шишло Никита Шалагин |
|                                                                                       |                     | |                   | Судьи: Сергей Беляев Владимир Букин Линейные судьи: Дмитрий Шишло Никита Шалагин |
|                                                                                       |                     | |                   | Судьи: Сергей Беляев Владимир Букин Линейные судьи: Дмитрий Шишло Никита Шалагин |
|                                                                                       |                     | |                   | Судьи: Сергей Беляев Владимир Букин Линейные судьи: Дмитрий Шишло Никита Шалагин |
|                                                                                       |                     | |                   |                                                                                  |

#### Сентябрь
| 1 сентября 2017 года 18:00 MSK | Слован | 2 : 1 (0:1 2:0 0:0) | Сибирь | Зимний стадион им. О. Непелы, Братислава Зрителей: 6411 |

| Отчёт                                                                                   | Отчёт         | Отчёт                   | Отчёт           | Отчёт                                                                                  |
| --------------------------------------------------------------------------------------- | ------------- | ----------------------- | --------------- | -------------------------------------------------------------------------------------- |
|                                                                                         |               |                         |                 |                                                                                        |
|                                                                                         | Марек Мазанец | Вратари                 | Александр Салак | Судьи: Роман Гофман Максим Сидоренко Линейные судьи: Александр Садовников Иван Сазонов |
|                                                                                         | Голы:         |                         |                 | Судьи: Роман Гофман Максим Сидоренко Линейные судьи: Александр Садовников Иван Сазонов |
| Андрей Месарош — 32′51′′ (Бухтеле, Вьеденски) Колби Геноуэй (бол.) — 34′31′′ (Смоленяк) | 0:1 :1 2:1    | 08′44′′ — Артём Артёмов |                 | Судьи: Роман Гофман Максим Сидоренко Линейные судьи: Александр Садовников Иван Сазонов |
|                                                                                         |               |                         |                 | Судьи: Роман Гофман Максим Сидоренко Линейные судьи: Александр Садовников Иван Сазонов |
|                                                                                         |               |                         |                 | Судьи: Роман Гофман Максим Сидоренко Линейные судьи: Александр Садовников Иван Сазонов |
|                                                                                         |               |                         |                 | Судьи: Роман Гофман Максим Сидоренко Линейные судьи: Александр Садовников Иван Сазонов |
| 10 мин                                                                                  | Штраф         | 20 мин                  |                 | Судьи: Роман Гофман Максим Сидоренко Линейные судьи: Александр Садовников Иван Сазонов |
|                                                                                         |               |                         |                 |                                                                                        |
|                                                                                         | 27 (5+14+8)   | Броски                  | 25 (9+10+6)     |                                                                                        |

| 3 сентября 2017 года 17:00 MSK | ЦСКА | 3 : 1 (3:0 0:0 0:1) | Сибирь | ЛДС ЦСКА, Москва Зрителей: 3763 |

| Отчёт | Отчёт           | Отчёт                                            | Отчёт           | Отчёт                                                                              |
| --- | --------------- | ------------------------------------------------ | --------------- | ---------------------------------------------------------------------------------- |
| |                 |                                                  |                 |                                                                                    |
| | Ларс Юханссон   | Вратари                                          | Александр Салак | Судьи: Павел Овчинников Иван Фатеев Линейные судьи: Евгений Антонов Торнике Кучава |
| | Голы:           |                                                  |                 | Судьи: Павел Овчинников Иван Фатеев Линейные судьи: Евгений Антонов Торнике Кучава |
| Кирилл Капризов — 04′15′′ (Шумаков) Максим Шалунов (бол.) — 08′34′′ (Нестеров, Шумаков) Андрей Кузьменко (бол.) — 13′40′′ (Окулов, Григоренко) | 1:0 2:0 3:0 3:1 | 45′39′′ — Патрик Закриссон (Санников, Игнатович) |                 | Судьи: Павел Овчинников Иван Фатеев Линейные судьи: Евгений Антонов Торнике Кучава |
| |                 |                                                  |                 | Судьи: Павел Овчинников Иван Фатеев Линейные судьи: Евгений Антонов Торнике Кучава |
| |                 |                                                  |                 | Судьи: Павел Овчинников Иван Фатеев Линейные судьи: Евгений Антонов Торнике Кучава |
| |                 |                                                  |                 | Судьи: Павел Овчинников Иван Фатеев Линейные судьи: Евгений Антонов Торнике Кучава |
| 4 мин | Штраф           | 6 мин                                            |                 | Судьи: Павел Овчинников Иван Фатеев Линейные судьи: Евгений Антонов Торнике Кучава |
| |                 |                                                  |                 |                                                                                    |
| | 27 (11+11+5)    | Броски                                           | 21 (6+5+10)     |                                                                                    |

| 5 сентября 2017 года 19:30 MSK | Витязь | 1 : 2 (0:1 1:1 0:0) | Сибирь | ЛД «Витязь», Подольск Зрителей: 3067 |

| Отчёт                                           | Отчёт         | Отчёт                                                                                | Отчёт           | Отчёт                                                                               |
| ----------------------------------------------- | ------------- | ------------------------------------------------------------------------------------ | --------------- | ----------------------------------------------------------------------------------- |
|                                                 |               |                                                                                      |                 |                                                                                     |
|                                                 | Антон Тодыков | Вратари                                                                              | Александр Салак | Судьи: Юрий Оскирко Сергей Юдаков Линейные судьи: Торнике Кучава Александр Николаев |
|                                                 | Голы:         |                                                                                      |                 | Судьи: Юрий Оскирко Сергей Юдаков Линейные судьи: Торнике Кучава Александр Николаев |
| Никита Выглазов — 27′35′′ (Швец-Роговой, Мозик) | 0:1 :1 1:2    | 19′57′′ — Александр Бергстрём 38′55′′ — Патрик Закриссон (бол.) (Верещагин, Сигарёв) |                 | Судьи: Юрий Оскирко Сергей Юдаков Линейные судьи: Торнике Кучава Александр Николаев |
|                                                 |               |                                                                                      |                 | Судьи: Юрий Оскирко Сергей Юдаков Линейные судьи: Торнике Кучава Александр Николаев |
|                                                 |               |                                                                                      |                 | Судьи: Юрий Оскирко Сергей Юдаков Линейные судьи: Торнике Кучава Александр Николаев |
|                                                 |               |                                                                                      |                 | Судьи: Юрий Оскирко Сергей Юдаков Линейные судьи: Торнике Кучава Александр Николаев |
| 8 мин                                           | Штраф         | 6 мин                                                                                |                 | Судьи: Юрий Оскирко Сергей Юдаков Линейные судьи: Торнике Кучава Александр Николаев |
|                                                 |               |                                                                                      |                 |                                                                                     |
|                                                 | 24 (4+11+9)   | Броски                                                                               | 28 (11+10+7)    |                                                                                     |

| 10 сентября 2017 года 13:30 MSK | Сибирь | 1 : 2 (ОТ) (1:0 0:1 0:0 0:1) | Авангард | ЛДС «Сибирь», Новосибирск Зрителей: 7420 |

| Отчёт                                                  | Отчёт           | Отчёт                                                                            | Отчёт             | Отчёт                                                                                   |
| ------------------------------------------------------ | --------------- | -------------------------------------------------------------------------------- | ----------------- | --------------------------------------------------------------------------------------- |
|                                                        |                 |                                                                                  |                   |                                                                                         |
|                                                        | Александр Салак | Вратари                                                                          | Станислав Галимов | Судьи: Роман Гофман Антонин Ержабек Линейные судьи: Торнике Кучава Александр Захаренков |
|                                                        | Голы:           |                                                                                  |                   | Судьи: Роман Гофман Антонин Ержабек Линейные судьи: Торнике Кучава Александр Захаренков |
| Андрей Сигарёв (бол.) — 09′04′′ (Бергстрём, Верещагин) | 1:0 1:1 1:2     | 30′39′′ — Андре Петерссон (бол.) (Густафссон) 62′35′′ — Дмитрий Кугрышев (Стась) |                   | Судьи: Роман Гофман Антонин Ержабек Линейные судьи: Торнике Кучава Александр Захаренков |
|                                                        |                 |                                                                                  |                   | Судьи: Роман Гофман Антонин Ержабек Линейные судьи: Торнике Кучава Александр Захаренков |
|                                                        |                 |                                                                                  |                   | Судьи: Роман Гофман Антонин Ержабек Линейные судьи: Торнике Кучава Александр Захаренков |
|                                                        |                 |                                                                                  |                   | Судьи: Роман Гофман Антонин Ержабек Линейные судьи: Торнике Кучава Александр Захаренков |
| 8 мин                                                  | Штраф           | 6 мин                                                                            |                   | Судьи: Роман Гофман Антонин Ержабек Линейные судьи: Торнике Кучава Александр Захаренков |
|                                                        |                 |                                                                                  |                   |                                                                                         |
|                                                        | 15 (5+0+9+1)    | Броски                                                                           | 31 (10+9+9+3)     |                                                                                         |

| 13 сентября 2017 года 14:00 MSK | Сибирь | 4 : 5 (0:2 3:2 1:1) | Витязь | ЛДС «Сибирь», Новосибирск Зрителей: 6670 |

| Отчёт | Отчёт                               | Отчёт | Отчёт          | Отчёт                                                                                  |
| --- | ----------------------------------- | --- | -------------- | -------------------------------------------------------------------------------------- |
| |                                     | |                |                                                                                        |
| | Александр Салак                     | Вратари | Михаил Бирюков | Судьи: Алексей Васильев Юрий Цыплаков Линейные судьи: Евгений Стрельцов Алексей Майтак |
| | Голы:                               | |                | Судьи: Алексей Васильев Юрий Цыплаков Линейные судьи: Евгений Стрельцов Алексей Майтак |
| Адам Полашек — 22′49′′ (Энлунд) Сергей Коньков (бол.) — 35′35′′ (Сопин, Энлунд) Патрик Закриссон (бол.) — 39′57′′ (Бергстрём, Верещагин) Вячеслав Основин — 49′47′′ (Санников, Левицкий) | 0:1 0:2 1:2 1:3 2:3 2:4 3:4 4:4 4:5 | 00′16′′ — Алексей Макеев (Никулин, Афиногенов) 07′09′′ — Ессе Манкинен (Риссанен, Швец-Роговой) 29′32′′ — Алексей Семёнов (бол.) (Мозик, Сёмин) 37′19′′ — Максим Афиногенов (бол.) (Мозик, Сёмин) 56′16′′ — Максим Афиногенов (Никулин) |                | Судьи: Алексей Васильев Юрий Цыплаков Линейные судьи: Евгений Стрельцов Алексей Майтак |
| |                                     | |                | Судьи: Алексей Васильев Юрий Цыплаков Линейные судьи: Евгений Стрельцов Алексей Майтак |
| |                                     | |                | Судьи: Алексей Васильев Юрий Цыплаков Линейные судьи: Евгений Стрельцов Алексей Майтак |
| |                                     | |                | Судьи: Алексей Васильев Юрий Цыплаков Линейные судьи: Евгений Стрельцов Алексей Майтак |
| 12 мин | Штраф                               | 22 мин |                | Судьи: Алексей Васильев Юрий Цыплаков Линейные судьи: Евгений Стрельцов Алексей Майтак |
| |                                     | |                |                                                                                        |
| | 41 (12+20+9)                        | Броски | 21 (9+4+8)     |                                                                                        |

| 15 сентября 2017 года 16:30 MSK | Барыс | 1 : 3 (0:0 0:0 1:3) | Сибирь | «Барыс Арена», Астана Зрителей: 6994 |

| Отчёт                                               | Отчёт           | Отчёт | Отчёт           | Отчёт                                                                                   |
| --------------------------------------------------- | --------------- | --- | --------------- | --------------------------------------------------------------------------------------- |
|                                                     |                 | |                 |                                                                                         |
|                                                     | Хенрик Карлссон | Вратари | Александр Салак | Судьи: Алексей Раводин Сергей Беляев Линейные судьи: Александр Сысуев Александр Отмахов |
|                                                     | Голы:           | |                 | Судьи: Алексей Раводин Сергей Беляев Линейные судьи: Александр Сысуев Александр Отмахов |
| Мэттью Фрэттин (бол.) — 41′21′′ (Даллмэн, Сен-Пьер) | 1:0 1:1 1:2 1:3 | 43′47′′ — Патрик Закриссон (Сигарёв, Демидов) 51′57′′ — Александр Бергстрём (Сигарёв, Алексеев) 59′59′′ — Вячеслав Основин (Первушин, Алексеев) |                 | Судьи: Алексей Раводин Сергей Беляев Линейные судьи: Александр Сысуев Александр Отмахов |
|                                                     |                 | |                 | Судьи: Алексей Раводин Сергей Беляев Линейные судьи: Александр Сысуев Александр Отмахов |
|                                                     |                 | |                 | Судьи: Алексей Раводин Сергей Беляев Линейные судьи: Александр Сысуев Александр Отмахов |
|                                                     |                 | |                 | Судьи: Алексей Раводин Сергей Беляев Линейные судьи: Александр Сысуев Александр Отмахов |
| 35 мин                                              | Штраф           | 20 мин |                 | Судьи: Алексей Раводин Сергей Беляев Линейные судьи: Александр Сысуев Александр Отмахов |
|                                                     |                 | |                 |                                                                                         |
|                                                     | 30 (16+6+8)     | Броски | 18 (5+7+6)      |                                                                                         |

| 17 сентября 2017 года 14:00 MSK | Барыс | 0 : 4 (0:2 0:1 0:1) | Сибирь | «Барыс Арена», Астана Зрителей: 6420 |

| Отчёт  | Отчёт                                                | Отчёт | Отчёт            | Отчёт                                                                                    |
| ------ | ---------------------------------------------------- | --- | ---------------- | ---------------------------------------------------------------------------------------- |
|        |                                                      | |                  |                                                                                          |
|        | Хенрик Карлссон — 31′41′′ Сергей Кудрявцев — 26′37′′ | Вратари | Алексей Красиков | Судьи: Александр Соин Алексей Раводин Линейные судьи: Александр Сысуев Александр Отмахов |
|        | Голы:                                                | |                  | Судьи: Александр Соин Алексей Раводин Линейные судьи: Александр Сысуев Александр Отмахов |
|        | 0:1 0:2 0:3 0:4                                      | 07′54′′ — Йонас Энлунд (Демидов, Коньков) 13′20′′ — Иван Верещагин (бол.) (Наумов, Бергстрём) 26′37′′ — Владислав Наумов (бол.) (Шаров, Коньков) 57′20′′ — Вячеслав Основин |                  | Судьи: Александр Соин Алексей Раводин Линейные судьи: Александр Сысуев Александр Отмахов |
|        |                                                      | |                  | Судьи: Александр Соин Алексей Раводин Линейные судьи: Александр Сысуев Александр Отмахов |
|        |                                                      | |                  | Судьи: Александр Соин Алексей Раводин Линейные судьи: Александр Сысуев Александр Отмахов |
|        |                                                      | |                  | Судьи: Александр Соин Алексей Раводин Линейные судьи: Александр Сысуев Александр Отмахов |
| 10 мин | Штраф                                                | 18 мин |                  | Судьи: Александр Соин Алексей Раводин Линейные судьи: Александр Сысуев Александр Отмахов |
|        |                                                      | |                  |                                                                                          |
|        | 26 (7+10+9)                                          | Броски | 22 (7+9+6)       |                                                                                          |

| 21 сентября 2017 года 15:30 MSK | Сибирь | 0 : 2 (0:0 0:0 0:2) | Динамо (М) | ЛДС «Сибирь», Новосибирск Зрителей: 7100 |

| Отчёт  | Отчёт           | Отчёт                                                                                   | Отчёт        | Отчёт                                                                          |
| ------ | --------------- | --------------------------------------------------------------------------------------- | ------------ | ------------------------------------------------------------------------------ |
|        |                 |                                                                                         |              |                                                                                |
|        | Александр Салак | Вратари                                                                                 | Иван Бочаров | Судьи: Денис Наумов Денис Бондарь Линейные судьи: Антон Понамаренко Яков Палей |
|        | Голы:           |                                                                                         |              | Судьи: Денис Наумов Денис Бондарь Линейные судьи: Антон Понамаренко Яков Палей |
|        | 0:1 0:2         | 52′00′′ — Егор Яковлев (Артюхин, Игумнов) 59′58′′ — Никита Комаров (Алексеев, Казионов) |              | Судьи: Денис Наумов Денис Бондарь Линейные судьи: Антон Понамаренко Яков Палей |
|        |                 |                                                                                         |              | Судьи: Денис Наумов Денис Бондарь Линейные судьи: Антон Понамаренко Яков Палей |
|        |                 |                                                                                         |              | Судьи: Денис Наумов Денис Бондарь Линейные судьи: Антон Понамаренко Яков Палей |
|        |                 |                                                                                         |              | Судьи: Денис Наумов Денис Бондарь Линейные судьи: Антон Понамаренко Яков Палей |
| 16 мин | Штраф           | 22 мин                                                                                  |              | Судьи: Денис Наумов Денис Бондарь Линейные судьи: Антон Понамаренко Яков Палей |
|        |                 |                                                                                         |              |                                                                                |
|        | 24 (8+5+11)     | Броски                                                                                  | 29 (9+13+7)  |                                                                                |

| 23 сентября 2017 года 13:30 MSK | Сибирь | 2 : 1 (0:0 2:0 0:1) | Динамо (Мн) | ЛДС «Сибирь», Новосибирск Зрителей: 7420 |

| Отчёт                                                                                                 | Отчёт           | Отчёт                                        | Отчёт        | Отчёт                                                                            |
| --- | --------------- | -------------------------------------------- | ------------ | -------------------------------------------------------------------------------- |
| |                 |                                              |              |                                                                                  |
| | Александр Салак | Вратари                                      | Юнас Энрот   | Судьи: Роман Гофман Константин Оленин Линейные судьи: Сергей Шелянин Юрий Иванов |
| | Голы:           |                                              |              | Судьи: Роман Гофман Константин Оленин Линейные судьи: Сергей Шелянин Юрий Иванов |
| Владислав Наумов — 21′28′′ (Основин, Санников) Патрик Закриссон (бол.) — 28′26′′ (Верещагин, Сигарёв) | 0:1 :1 2:1      | 58′35′′ — Андрей Степанов (Хенкель, Коробов) |              | Судьи: Роман Гофман Константин Оленин Линейные судьи: Сергей Шелянин Юрий Иванов |
| |                 |                                              |              | Судьи: Роман Гофман Константин Оленин Линейные судьи: Сергей Шелянин Юрий Иванов |
| |                 |                                              |              | Судьи: Роман Гофман Константин Оленин Линейные судьи: Сергей Шелянин Юрий Иванов |
| |                 |                                              |              | Судьи: Роман Гофман Константин Оленин Линейные судьи: Сергей Шелянин Юрий Иванов |
| 13 мин                                                                                                | Штраф           | 11 мин                                       |              | Судьи: Роман Гофман Константин Оленин Линейные судьи: Сергей Шелянин Юрий Иванов |
| |                 |                                              |              |                                                                                  |
| | 26 (10+16+0)    | Броски                                       | 26 (10+11+5) |                                                                                  |

| 25 сентября 2017 года 15:30 MSK | Сибирь | 4 : 3 (ОТ) (0:0 1:1 2:2 1:0) | Локомотив | ЛДС «Сибирь», Новосибирск Зрителей: 7112 |

| Отчёт | Отчёт                      | Отчёт | Отчёт              | Отчёт                                                                                  |
| --- | -------------------------- | --- | ------------------ | -------------------------------------------------------------------------------------- |
| |                            | |                    |                                                                                        |
| | Александр Салак            | Вратари | Александр Судницин | Судьи: Евгений Гамалей Виктор Спирин Линейные судьи: Иван Сазонов Александр Захаренков |
| | Голы:                      | |                    | Судьи: Евгений Гамалей Виктор Спирин Линейные судьи: Иван Сазонов Александр Захаренков |
| Андрей Сигарёв (бол.) — 35′48′′ (Закриссон, Верещагин) Александр Шаров — 56′35′′ (Энлунд) Андрей Сигарёв — 58′47′′ (Бергстрём, Закриссон) Патрик Закриссон (бол.) — 62′39′′ (Верещагин, Бергстрём) | 0:1 :1 1:2 1:3 2:3 3:3 4:3 | 25′47′′ — Брэндон Козун (Кронвалль) 45′55′′ — Стаффан Кронвалль (Накладал, Козун) 54′30′′ — Брэндон Козун (бол.) (Накладал) |                    | Судьи: Евгений Гамалей Виктор Спирин Линейные судьи: Иван Сазонов Александр Захаренков |
| |                            | |                    | Судьи: Евгений Гамалей Виктор Спирин Линейные судьи: Иван Сазонов Александр Захаренков |
| |                            | |                    | Судьи: Евгений Гамалей Виктор Спирин Линейные судьи: Иван Сазонов Александр Захаренков |
| |                            | |                    | Судьи: Евгений Гамалей Виктор Спирин Линейные судьи: Иван Сазонов Александр Захаренков |
| 6 мин | Штраф                      | 8 мин |                    | Судьи: Евгений Гамалей Виктор Спирин Линейные судьи: Иван Сазонов Александр Захаренков |
| |                            | |                    |                                                                                        |
| | 26 (6+12+7+1)              | Броски | 38 (8+14+16+0)     |                                                                                        |

| 27 сентября 2017 года 15:30 MSK | Сибирь | 0 : 3 (0:1 0:1 0:1) | СКА | ЛДС «Сибирь», Новосибирск Зрителей: 7400 |

| Отчёт | Отчёт           | Отчёт | Отчёт           | Отчёт                                                                                 |
| ----- | --------------- | --- | --------------- | ------------------------------------------------------------------------------------- |
|       |                 | |                 |                                                                                       |
|       | Александр Салак | Вратари | Игорь Шестеркин | Судьи: Максим Сидоренко Мартин Франё Линейные судьи: Алексей Майтак Евгений Стрельцов |
|       | Голы:           | |                 | Судьи: Максим Сидоренко Мартин Франё Линейные судьи: Алексей Майтак Евгений Стрельцов |
|       | 0:1 0:2 0:3     | 14′56′′ — Сергей Широков (бол.) (Херсли, Барабанов) 21′05′′ — Максим Карпов (Широков) 43′51′′ — Патрик Херсли (бол.) (Плотников, Широков) |                 | Судьи: Максим Сидоренко Мартин Франё Линейные судьи: Алексей Майтак Евгений Стрельцов |
|       |                 | |                 | Судьи: Максим Сидоренко Мартин Франё Линейные судьи: Алексей Майтак Евгений Стрельцов |
|       |                 | |                 | Судьи: Максим Сидоренко Мартин Франё Линейные судьи: Алексей Майтак Евгений Стрельцов |
|       |                 | |                 | Судьи: Максим Сидоренко Мартин Франё Линейные судьи: Алексей Майтак Евгений Стрельцов |
| 6 мин | Штраф           | 8 мин |                 | Судьи: Максим Сидоренко Мартин Франё Линейные судьи: Алексей Майтак Евгений Стрельцов |
|       |                 | |                 |                                                                                       |
|       | 15 (3+6+6)      | Броски | 38 (13+14+11)   |                                                                                       |

#### Октябрь
| 2 октября 2017 года 19:30 MSK | Ак Барс | 3 : 2 (0:1 2:0 1:1) | Сибирь | «Татнефть-Арена», Казань Зрителей: 6451 |

| Отчёт | Отчёт              | Отчёт                                                                     | Отчёт           | Отчёт                                                                                     |
| --- | ------------------ | ------------------------------------------------------------------------- | --------------- | ----------------------------------------------------------------------------------------- |
| |                    |                                                                           |                 |                                                                                           |
| | Эмиль Гарипов      | Вратари                                                                   | Александр Салак | Судьи: Константин Оленин Евгений Гамалей Линейные судьи: Евгений Антонов Максим Строганов |
| | Голы:              |                                                                           |                 | Судьи: Константин Оленин Евгений Гамалей Линейные судьи: Евгений Антонов Максим Строганов |
| Владимир Ткачёв — 28′32′′ (Клинкхаммер) Владимир Ткачёв — 32′20′′ (Сидоров, Клинкхаммер) Дмитрий Архипов — 49′20′′ (Лукоянов) | 0:1 :1 2:1 3:1 3:2 | 16′08′′ — Вячеслав Основин 56′45′′ — Сергей Коньков (Воробьев, Закриссон) |                 | Судьи: Константин Оленин Евгений Гамалей Линейные судьи: Евгений Антонов Максим Строганов |
| |                    |                                                                           |                 | Судьи: Константин Оленин Евгений Гамалей Линейные судьи: Евгений Антонов Максим Строганов |
| |                    |                                                                           |                 | Судьи: Константин Оленин Евгений Гамалей Линейные судьи: Евгений Антонов Максим Строганов |
| |                    |                                                                           |                 | Судьи: Константин Оленин Евгений Гамалей Линейные судьи: Евгений Антонов Максим Строганов |
| 47 мин | Штраф              | 14 мин                                                                    |                 | Судьи: Константин Оленин Евгений Гамалей Линейные судьи: Евгений Антонов Максим Строганов |
| |                    |                                                                           |                 |                                                                                           |
| | 26 (6+12+8)        | Броски                                                                    | 28 (11+8+9)     |                                                                                           |

| 4 октября 2017 года 19:30 MSK | ХК Сочи | 3 : 4 (ОТ) (1:0 1:3 1:0 0:1) | Сибирь | «Шайба», Сочи Зрителей: 2848 |

| Отчёт | Отчёт                     | Отчёт | Отчёт           | Отчёт                                                                                  |
| --- | ------------------------- | --- | --------------- | -------------------------------------------------------------------------------------- |
| |                           | |                 |                                                                                        |
| | Константин Барулин        | Вратари | Александр Салак | Судьи: Евгений Гамалей Виктор Спирин Линейные судьи: Иван Сазонов Александр Захаренков |
| | Голы:                     | |                 | Судьи: Евгений Гамалей Виктор Спирин Линейные судьи: Иван Сазонов Александр Захаренков |
| Эрик О'Делл — 02′25′′ (Падакин, Щитов) Эрик О'Делл — 30′19′′ (Падакин, Юньков) Сергей Шмелёв — 55′18′′ (Лапенков, Цветков) | 1:0 1:1 1:2 :2 2:3 :3 3:4 | 20′35′′ — Иван Верещагин (бол.) (Закриссон, Бергстрём) 21′16′′ — Вячеслав Основин (бол.) (Санников, Левицкий) 32′51′′ — Александр Бергстрём (бол.) (Верещагин) 62′41′′ — Александр Бергстрём (Полашек, Шаров) |                 | Судьи: Евгений Гамалей Виктор Спирин Линейные судьи: Иван Сазонов Александр Захаренков |
| |                           | |                 | Судьи: Евгений Гамалей Виктор Спирин Линейные судьи: Иван Сазонов Александр Захаренков |
| |                           | |                 | Судьи: Евгений Гамалей Виктор Спирин Линейные судьи: Иван Сазонов Александр Захаренков |
| |                           | |                 | Судьи: Евгений Гамалей Виктор Спирин Линейные судьи: Иван Сазонов Александр Захаренков |
| 8 мин | Штраф                     | 14 мин |                 | Судьи: Евгений Гамалей Виктор Спирин Линейные судьи: Иван Сазонов Александр Захаренков |
| |                           | |                 |                                                                                        |
| | 40 (8+16+15+1)            | Броски | 23 (6+7+7+3)    |                                                                                        |

| 6 октября 2017 года 19:30 MSK | СКА | 3 : 2 (0:0 2:0 1:2) | Сибирь | Ледовый дворец, Санкт-Петербург Зрителей: 12 324 |

| Отчёт | Отчёт               | Отчёт                                                                                    | Отчёт            | Отчёт                                                                                 |
| --- | ------------------- | ---------------------------------------------------------------------------------------- | ---------------- | ------------------------------------------------------------------------------------- |
| |                     |                                                                                          |                  |                                                                                       |
| | Микко Коскинен      | Вратари                                                                                  | Алексей Красиков | Судьи: Николай Акузовский Александр Соин Линейные судьи: Артём Савенков Дмитрий Сивов |
| | Голы:               |                                                                                          |                  | Судьи: Николай Акузовский Александр Соин Линейные судьи: Артём Савенков Дмитрий Сивов |
| Сергей Плотников (бол.) — 22′37′′ (Херсли, Гусев) Динар Хафизуллин — 24′22′′ (Широков, Мальцев) Евгений Кетов — 51′08′′ (Гавриков) | 1:0 2:0 2:1 3:1 3:2 | 48′30′′ — Йонас Энлунд (Санников, Левицкий) 56′53′′ — Симон Энеруд (Игнатович, Санников) |                  | Судьи: Николай Акузовский Александр Соин Линейные судьи: Артём Савенков Дмитрий Сивов |
| |                     |                                                                                          |                  | Судьи: Николай Акузовский Александр Соин Линейные судьи: Артём Савенков Дмитрий Сивов |
| |                     |                                                                                          |                  | Судьи: Николай Акузовский Александр Соин Линейные судьи: Артём Савенков Дмитрий Сивов |
| |                     |                                                                                          |                  | Судьи: Николай Акузовский Александр Соин Линейные судьи: Артём Савенков Дмитрий Сивов |
| 8 мин | Штраф               | 22 мин                                                                                   |                  | Судьи: Николай Акузовский Александр Соин Линейные судьи: Артём Савенков Дмитрий Сивов |
| |                     |                                                                                          |                  |                                                                                       |
| | 34 (9+11+14)        | Броски                                                                                   | 21 (4+11+6)      |                                                                                       |

| 8 октября 2017 года 14:30 MSK | Салават Юлаев | 3 : 0 (2:0 1:0 0:0) | Сибирь | «Уфа-Арена», Уфа Зрителей: 6122 |

| Отчёт | Отчёт        | Отчёт   | Отчёт           | Отчёт                                                                                     |
| --- | ------------ | ------- | --------------- | ----------------------------------------------------------------------------------------- |
| |              |         |                 |                                                                                           |
| | Бен Скривенс | Вратари | Александр Салак | Судьи: Алексей Васильев Павел Комаров Линейные судьи: Антон Понамаренко Евгений Стрельцов |
| | Голы:        |         |                 | Судьи: Алексей Васильев Павел Комаров Линейные судьи: Антон Понамаренко Евгений Стрельцов |
| Энвер Лисин (бол.) — 16′23′′ (Гареев, Арзамасцев) Александр Логинов (бол.) — 19′51′′ (Умарк, Ларсен) Антон Лазарев — 27′08′′ (Макаров) | 1:0 2:0 3:0  |         |                 | Судьи: Алексей Васильев Павел Комаров Линейные судьи: Антон Понамаренко Евгений Стрельцов |
| |              |         |                 | Судьи: Алексей Васильев Павел Комаров Линейные судьи: Антон Понамаренко Евгений Стрельцов |
| |              |         |                 | Судьи: Алексей Васильев Павел Комаров Линейные судьи: Антон Понамаренко Евгений Стрельцов |
| |              |         |                 | Судьи: Алексей Васильев Павел Комаров Линейные судьи: Антон Понамаренко Евгений Стрельцов |
| 10 мин | Штраф        | 10 мин  |                 | Судьи: Алексей Васильев Павел Комаров Линейные судьи: Антон Понамаренко Евгений Стрельцов |
| |              |         |                 |                                                                                           |
| | 34 (16+12+6) | Броски  | 18 (3+6+9)      |                                                                                           |

| 12 октября 2017 года 15:30 MSK | Сибирь | 2 : 4 (0:2 2:2 0:0) | Адмирал | ЛДС «Сибирь», Новосибирск Зрителей: 7011 |

| Отчёт                                                                                                | Отчёт                                                | Отчёт | Отчёт        | Отчёт                                                                         |
| --- | ---------------------------------------------------- | --- | ------------ | ----------------------------------------------------------------------------- |
| |                                                      | |              |                                                                               |
| | Александр Салак — 25′55′′ Алексей Красиков — 32′33′′ | Вратари | Игорь Бобков | Судьи: Юрий Цыплаков Артур Кулёв Линейные судьи: Евгений Юдин Максим Берсенёв |
| | Голы:                                                | |              | Судьи: Юрий Цыплаков Артур Кулёв Линейные судьи: Евгений Юдин Максим Берсенёв |
| Андрей Ермаков (бол.) — 23′31′′ (Алексеев, Основин) Александр Бергстрём — 36′01′′ (Основин, Ермаков) | 0:1 0:2 1:2 1:3 1:4 2:4                              | 14′36′′ — Владимир Ткачёв (бол.) (Райт, Александров) 19′00′′ — Дмитрий Саюстов (Бутузов) 29′32′′ — Павел Макаренко (бол.) (Курашов, Моррисонн) 35′09′′ — Владимир Ткачёв (бол.) (Блум, Бутузов) |              | Судьи: Юрий Цыплаков Артур Кулёв Линейные судьи: Евгений Юдин Максим Берсенёв |
| |                                                      | |              | Судьи: Юрий Цыплаков Артур Кулёв Линейные судьи: Евгений Юдин Максим Берсенёв |
| |                                                      | |              | Судьи: Юрий Цыплаков Артур Кулёв Линейные судьи: Евгений Юдин Максим Берсенёв |
| |                                                      | |              | Судьи: Юрий Цыплаков Артур Кулёв Линейные судьи: Евгений Юдин Максим Берсенёв |
| 10 мин                                                                                               | Штраф                                                | 14 мин |              | Судьи: Юрий Цыплаков Артур Кулёв Линейные судьи: Евгений Юдин Максим Берсенёв |
| |                                                      | |              |                                                                               |
| | 32 (9+12+11)                                         | Броски | 22 (11+8+3)  |                                                                               |

| 16 октября 2017 года 15:30 MSK | Сибирь | 0 : 3 (0:0 0:0 0:3) | Куньлунь РС | ЛДС «Сибирь», Новосибирск Зрителей: 6620 |

| Отчёт  | Отчёт           | Отчёт | Отчёт        | Отчёт                                                                             |
| ------ | --------------- | --- | ------------ | --------------------------------------------------------------------------------- |
|        |                 | |              |                                                                                   |
|        | Александр Салак | Вратари | Иван Бочаров | Судьи: Сергей Кулаков Константин Оленин Линейные судьи: Дмитрий Шишло Юрий Иванов |
|        | Голы:           | |              | Судьи: Сергей Кулаков Константин Оленин Линейные судьи: Дмитрий Шишло Юрий Иванов |
|        | 0:1 0:2 0:3     | 43′37′′ — Войтек Вольский (бол.) (Брюле, Костицын) 46′17′′ — Джеффри Кинрейд (Поникаровский) 55′11′′ — Никита Хлыстов (бол.) (Костицын, Блэкер) |              | Судьи: Сергей Кулаков Константин Оленин Линейные судьи: Дмитрий Шишло Юрий Иванов |
|        |                 | |              | Судьи: Сергей Кулаков Константин Оленин Линейные судьи: Дмитрий Шишло Юрий Иванов |
|        |                 | |              | Судьи: Сергей Кулаков Константин Оленин Линейные судьи: Дмитрий Шишло Юрий Иванов |
|        |                 | |              | Судьи: Сергей Кулаков Константин Оленин Линейные судьи: Дмитрий Шишло Юрий Иванов |
| 18 мин | Штраф           | 16 мин |              | Судьи: Сергей Кулаков Константин Оленин Линейные судьи: Дмитрий Шишло Юрий Иванов |
|        |                 | |              |                                                                                   |
|        | 17 (5+7+5)      | Броски | 33 (9+11+13) |                                                                                   |

| 20 октября 2017 года 15:30 MSK | Сибирь | 3 : 2 (2:0 0:2 1:0) | Амур | ЛДС «Сибирь», Новосибирск Зрителей: 7280 |

| Отчёт | Отчёт                                                | Отчёт                                                                                        | Отчёт       | Отчёт                                                                            |
| --- | ---------------------------------------------------- | -------------------------------------------------------------------------------------------- | ----------- | -------------------------------------------------------------------------------- |
| |                                                      |                                                                                              |             |                                                                                  |
| | Александр Салак — 20′00′′ Алексей Красиков — 40′00′′ | Вратари                                                                                      | Юха Метсола | Судьи: Максим Сидоренко Виктор Гашилов Линейные судьи: Дмитрий Голяк Иван Дедюля |
| | Голы:                                                |                                                                                              |             | Судьи: Максим Сидоренко Виктор Гашилов Линейные судьи: Дмитрий Голяк Иван Дедюля |
| Андрей Сигарёв — 00′19′′ (Демидов, Закриссон) Николай Демидов — 19′28′′ (Санников, Наумов) Андрей Сигарёв — 54′54′′ (Закриссон) | 1:0 2:0 2:1 2:2 3:2                                  | 24′36′′ — Александр Фролов (Горшков) 26′14′′ — Виталий Атюшов (бол.) (Горшков, Влад. Ушенин) |             | Судьи: Максим Сидоренко Виктор Гашилов Линейные судьи: Дмитрий Голяк Иван Дедюля |
| |                                                      |                                                                                              |             | Судьи: Максим Сидоренко Виктор Гашилов Линейные судьи: Дмитрий Голяк Иван Дедюля |
| |                                                      |                                                                                              |             | Судьи: Максим Сидоренко Виктор Гашилов Линейные судьи: Дмитрий Голяк Иван Дедюля |
| |                                                      |                                                                                              |             | Судьи: Максим Сидоренко Виктор Гашилов Линейные судьи: Дмитрий Голяк Иван Дедюля |
| 22 мин | Штраф                                                | 14 мин                                                                                       |             | Судьи: Максим Сидоренко Виктор Гашилов Линейные судьи: Дмитрий Голяк Иван Дедюля |
| |                                                      |                                                                                              |             |                                                                                  |
| | 33 (15+9+9)                                          | Броски                                                                                       | 24 (8+9+7)  |                                                                                  |

| 23 октября 2017 года 19:30 MSK | Динамо (Р) | 2 : 3 Б (0:0, 0:0, 2:2, 0:0, 0:1) | Сибирь | «Арена Рига», Рига Зрителей: 5092 |

| Отчёт                                                                                      | Отчёт               | Отчёт | Отчёт            | Отчёт                                                                             |
| ------------------------------------------------------------------------------------------ | ------------------- | --- | ---------------- | --------------------------------------------------------------------------------- |
|                                                                                            |                     | |                  |                                                                                   |
|                                                                                            | Янис Калниньш       | Вратари | Алексей Красиков | Судьи: Евгений Гамалей Антон Кислов Линейные судьи: Алексей Майтак Алексей Михель |
|                                                                                            | Голы:               | |                  | Судьи: Евгений Гамалей Антон Кислов Линейные судьи: Алексей Майтак Алексей Михель |
| Дэнни Кристо (бол.) — 48′59′′ (Скворцов, Индрашис) Ансси Салмела (бол.) — 57′15′′ (Кристо) | 1:0 2:0 2:1 2:2 2:3 | 59′06′′ — Андрей Сигарёв (Закриссон, Лукин) 59′51′′ — Патрик Закриссон (Демидов) 65′00′′ — Александр Бергстрём (поб. бул.) |                  | Судьи: Евгений Гамалей Антон Кислов Линейные судьи: Алексей Майтак Алексей Михель |
|                                                                                            | Буллиты:            | |                  | Судьи: Евгений Гамалей Антон Кислов Линейные судьи: Алексей Майтак Алексей Михель |
| Марис Бичевскис Дэнни Кристо Николай Жердев Ансси Салмела Микс Индрашис                    |                     | Патрик Закриссон Симон Энеруд Александр Бергстрём Сергей Коньков                                                           |                  | Судьи: Евгений Гамалей Антон Кислов Линейные судьи: Алексей Майтак Алексей Михель |
|                                                                                            |                     | |                  | Судьи: Евгений Гамалей Антон Кислов Линейные судьи: Алексей Майтак Алексей Михель |
| 8 мин                                                                                      | Штраф               | 10 мин |                  | Судьи: Евгений Гамалей Антон Кислов Линейные судьи: Алексей Майтак Алексей Михель |
|                                                                                            |                     | |                  |                                                                                   |
|                                                                                            | 30 (11+10+6+3)      | Броски | 30 (6+14+10+0)   |                                                                                   |

| 25 октября 2017 года 19:30 MSK | Спартак | 4 : 0 (1:0 2:0 1:0) | Сибирь | «ВТБ Ледовый дворец», Москва Зрителей: 6115 |

| Отчёт | Отчёт           | Отчёт   | Отчёт                                                | Отчёт                                                                            |
| --- | --------------- | ------- | ---------------------------------------------------- | -------------------------------------------------------------------------------- |
| |                 |         |                                                      |                                                                                  |
| | Никита Беспалов | Вратари | Александр Салак — 39′49′′ Алексей Красиков — 19′46′′ | Судьи: Юрий Оскирко Ласси Хейккинен Линейные судьи: Никита Шалагин Дмитрий Шишло |
| | Голы:           |         |                                                      | Судьи: Юрий Оскирко Ласси Хейккинен Линейные судьи: Никита Шалагин Дмитрий Шишло |
| Бен Максвелл — 02′48′′ (Радил, Стоа) Александр Хохлачёв (бол.) — 25′03′′ (Подшендялов, Пепеляев) Александр Дергачёв (бол.) — 39′08′′ (Лаюнен, Подшендялов) Владислав Лещенко — 57′57′′ (Никонцев, Провальнев) | 1:0 2:0 3:0 4:0 |         |                                                      | Судьи: Юрий Оскирко Ласси Хейккинен Линейные судьи: Никита Шалагин Дмитрий Шишло |
| |                 |         |                                                      | Судьи: Юрий Оскирко Ласси Хейккинен Линейные судьи: Никита Шалагин Дмитрий Шишло |
| |                 |         |                                                      | Судьи: Юрий Оскирко Ласси Хейккинен Линейные судьи: Никита Шалагин Дмитрий Шишло |
| |                 |         |                                                      | Судьи: Юрий Оскирко Ласси Хейккинен Линейные судьи: Никита Шалагин Дмитрий Шишло |
| 10 мин | Штраф           | 12 мин  |                                                      | Судьи: Юрий Оскирко Ласси Хейккинен Линейные судьи: Никита Шалагин Дмитрий Шишло |
| |                 |         |                                                      |                                                                                  |
| | 23 (4+12+7)     | Броски  | 34 (13+9+12)                                         |                                                                                  |

| 27 октября 2017 года 19:00 MSK | Торпедо | 1 : 2 Б (1:0, 0:0, 0:1, 0:0, 0:1) | Сибирь | КРК «Нагорный», Нижний Новгород Зрителей: 5350 |

| Отчёт | Отчёт          | Отчёт | Отчёт            | Отчёт                                                                                      |
| --- | -------------- | --- | ---------------- | ------------------------------------------------------------------------------------------ |
| |                | |                  |                                                                                            |
| | Иван Лисутин   | Вратари | Алексей Красиков | Судьи: Константин Оленин Мартин Франё Линейные судьи: Антон Понамаренко Александр Чернышёв |
| | Голы:          | |                  | Судьи: Константин Оленин Мартин Франё Линейные судьи: Антон Понамаренко Александр Чернышёв |
| Данил Веряев — 18′52′′ (Галузин, Желдаков)                                                                                    | 1:0 1:1 1:2    | 53′43′′ — Александр Шаров (бол.) (Основин, Коньков) 65′00′′ — Игорь Левицкий (поб. бул.)                                                                                |                  | Судьи: Константин Оленин Мартин Франё Линейные судьи: Антон Понамаренко Александр Чернышёв |
| | Буллиты:       | |                  | Судьи: Константин Оленин Мартин Франё Линейные судьи: Антон Понамаренко Александр Чернышёв |
| Денис Паршин Рок Тичар Евгений Мозер Егор Дугин Каспарс Даугавиньш Денис Паршин Ян Муршак Владимир Галузин Каспарс Даугавиньш |                | Александр Бергстрём Патрик Закриссон Сергей Коньков Андрей Сигарёв Вячеслав Основин Андрей Сигарёв Александр Бергстрём Вячеслав Основин Патрик Закриссон Игорь Левицкий |                  | Судьи: Константин Оленин Мартин Франё Линейные судьи: Антон Понамаренко Александр Чернышёв |
| |                | |                  | Судьи: Константин Оленин Мартин Франё Линейные судьи: Антон Понамаренко Александр Чернышёв |
| 51 мин | Штраф          | 66 мин |                  | Судьи: Константин Оленин Мартин Франё Линейные судьи: Антон Понамаренко Александр Чернышёв |
| |                | |                  |                                                                                            |
| | 43 (15+15+8+5) | Броски | 20 (9+6+5+0)     |                                                                                            |

| 29 октября 2017 года 17:00 MSK | Северсталь | 1 : 2 (0:2, 0:0, 1:0) | Сибирь | Ледовый дворец, Череповец Зрителей: 4200 |

| Отчёт                                           | Отчёт         | Отчёт                                                                                | Отчёт            | Отчёт                                                                                 |
| ----------------------------------------------- | ------------- | ------------------------------------------------------------------------------------ | ---------------- | ------------------------------------------------------------------------------------- |
|                                                 |               |                                                                                      |                  |                                                                                       |
|                                                 | Юлиус Гудачек | Вратари                                                                              | Алексей Красиков | Судьи: Александр Сергеев Антон Лаврентьев Линейные судьи: Павел Бадыль Дмитрий Шадрин |
|                                                 | Голы:         |                                                                                      |                  | Судьи: Александр Сергеев Антон Лаврентьев Линейные судьи: Павел Бадыль Дмитрий Шадрин |
| Александр Бумагин — 42′18′′ (Кагарлицкий, Яшин) | 0:1 0:2 1:2   | 13′16′′ — Игорь Левицкий (Закриссон, Наумов) 15′31′′ — Александр Бергстрём (Сигарёв) |                  | Судьи: Александр Сергеев Антон Лаврентьев Линейные судьи: Павел Бадыль Дмитрий Шадрин |
|                                                 |               |                                                                                      |                  | Судьи: Александр Сергеев Антон Лаврентьев Линейные судьи: Павел Бадыль Дмитрий Шадрин |
|                                                 |               |                                                                                      |                  | Судьи: Александр Сергеев Антон Лаврентьев Линейные судьи: Павел Бадыль Дмитрий Шадрин |
|                                                 |               |                                                                                      |                  | Судьи: Александр Сергеев Антон Лаврентьев Линейные судьи: Павел Бадыль Дмитрий Шадрин |
| 10 мин                                          | Штраф         | 8 мин                                                                                |                  | Судьи: Александр Сергеев Антон Лаврентьев Линейные судьи: Павел Бадыль Дмитрий Шадрин |
|                                                 |               |                                                                                      |                  |                                                                                       |
|                                                 | 40 (12+7+21)  | Броски                                                                               | 17 (12+3+2)      |                                                                                       |

#### Ноябрь
| 1 ноября 2017 года 15:30 MSK | Сибирь | 2 : 1 (1:0 1:1 0:0) | Йокерит | ЛДС «Сибирь», Новосибирск Зрителей: 7025 |

| Отчёт                                                                                              | Отчёт            | Отчёт                                    | Отчёт        | Отчёт                                                                               |
| -------------------------------------------------------------------------------------------------- | ---------------- | ---------------------------------------- | ------------ | ----------------------------------------------------------------------------------- |
| |                  |                                          |              |                                                                                     |
| | Алексей Красиков | Вратари                                  | Карри Рямё   | Судьи: Антонин Ержабек Алексей Раводин Линейные судьи: Максим Берсенёв Евгений Юдин |
| | Голы:            |                                          |              | Судьи: Антонин Ержабек Алексей Раводин Линейные судьи: Максим Берсенёв Евгений Юдин |
| Александр Бергстрём (бол.) — 16′55′′ (Закриссон) Андрей Ермаков (бол.) — 30′06′′ (Основин, Бодров) | 1:0 2:0 2:1      | 33′29′′ — Брайан О’Нилл (Мяки, Раутанен) |              | Судьи: Антонин Ержабек Алексей Раводин Линейные судьи: Максим Берсенёв Евгений Юдин |
| |                  |                                          |              | Судьи: Антонин Ержабек Алексей Раводин Линейные судьи: Максим Берсенёв Евгений Юдин |
| |                  |                                          |              | Судьи: Антонин Ержабек Алексей Раводин Линейные судьи: Максим Берсенёв Евгений Юдин |
| |                  |                                          |              | Судьи: Антонин Ержабек Алексей Раводин Линейные судьи: Максим Берсенёв Евгений Юдин |
| 6 мин                                                                                              | Штраф            | 14 мин                                   |              | Судьи: Антонин Ержабек Алексей Раводин Линейные судьи: Максим Берсенёв Евгений Юдин |
| |                  |                                          |              |                                                                                     |
| | 30 (14+11+5)     | Броски                                   | 39 (14+9+16) |                                                                                     |

| 3 ноября 2017 года 15:30 MSK | Сибирь | 1 : 5 (0:2 0:1 1:2) | ЦСКА | ЛДС «Сибирь», Новосибирск Зрителей: 7420 |

| Отчёт                                       | Отчёт                                                | Отчёт | Отчёт        | Отчёт                                                                      |
| ------------------------------------------- | ---------------------------------------------------- | --- | ------------ | -------------------------------------------------------------------------- |
|                                             |                                                      | |              |                                                                            |
|                                             | Алексей Красиков — 40′00′′ Александр Салак — 20′00′′ | Вратари | Илья Сорокин | Судьи: Роман Гофман Денис Наумов Линейные судьи: Дмитрий Шишло Юрий Иванов |
|                                             | Голы:                                                | |              | Судьи: Роман Гофман Денис Наумов Линейные судьи: Дмитрий Шишло Юрий Иванов |
| Вячеслав Основин — 53′52′′ (Наумов, Энлунд) | 0:1 0:2 0:3 0:4 0:5 1:5                              | 15′25′′ — Андрей Кузьменко (Окулов, Марченко) 17′43′′ — Сергей Шумаков (Светлаков, Капризов) 37′44′′ — Кирилл Капризов (бол.) (Шалунов, Нестеров) 40′35′′ — Иван Телегин (Нестеров) 48′52′′ — Максим Шалунов (Шумаков, Капризов) |              | Судьи: Роман Гофман Денис Наумов Линейные судьи: Дмитрий Шишло Юрий Иванов |
|                                             |                                                      | |              | Судьи: Роман Гофман Денис Наумов Линейные судьи: Дмитрий Шишло Юрий Иванов |
|                                             |                                                      | |              | Судьи: Роман Гофман Денис Наумов Линейные судьи: Дмитрий Шишло Юрий Иванов |
|                                             |                                                      | |              | Судьи: Роман Гофман Денис Наумов Линейные судьи: Дмитрий Шишло Юрий Иванов |
| 16 мин                                      | Штраф                                                | 12 мин |              | Судьи: Роман Гофман Денис Наумов Линейные судьи: Дмитрий Шишло Юрий Иванов |
|                                             |                                                      | |              |                                                                            |
|                                             | 22 (2+8+12)                                          | Броски | 36 (19+8+9)  |                                                                            |

| 7 ноября 2017 года 15:30 MSK | Сибирь | 3 : 1 (1:0 1:0 1:1) | Слован | ЛДС «Сибирь», Новосибирск Зрителей: 6220 |

| Отчёт | Отчёт           | Отчёт                                            | Отчёт         | Отчёт                                                                                |
| --- | --------------- | ------------------------------------------------ | ------------- | ------------------------------------------------------------------------------------ |
| |                 |                                                  |               |                                                                                      |
| | Александр Салак | Вратари                                          | Якуб Штепанек | Судьи: Алексей Васильев Александр Соин Линейные судьи: Торнике Кучава Сергей Шелянин |
| | Голы:           |                                                  |               | Судьи: Алексей Васильев Александр Соин Линейные судьи: Торнике Кучава Сергей Шелянин |
| Игорь Левицкий — 06′08′′ (Энлунд, Ермаков) Патрик Закриссон (бол.) — 29′23′′ (Основин, Бергстрём) Андрей Ермаков (бол.) — 46′26′′ (Закриссон, Бергстрём) | 1:0 2:0 2:1 3:1 | 42′10′′ — Марек Вьеденски (бол.) (Бойчак, Микуш) |               | Судьи: Алексей Васильев Александр Соин Линейные судьи: Торнике Кучава Сергей Шелянин |
| |                 |                                                  |               | Судьи: Алексей Васильев Александр Соин Линейные судьи: Торнике Кучава Сергей Шелянин |
| |                 |                                                  |               | Судьи: Алексей Васильев Александр Соин Линейные судьи: Торнике Кучава Сергей Шелянин |
| |                 |                                                  |               | Судьи: Алексей Васильев Александр Соин Линейные судьи: Торнике Кучава Сергей Шелянин |
| 33 мин | Штраф           | 22 мин                                           |               | Судьи: Алексей Васильев Александр Соин Линейные судьи: Торнике Кучава Сергей Шелянин |
| |                 |                                                  |               |                                                                                      |
| | 33 (14+14+5)    | Броски                                           | 28 (8+5+15)   |                                                                                      |

| 13 ноября 2017 года 19:00 MSK | Нефтехимик | 4 : 1 (4:0 0:1 0:0) | Сибирь | Ледовый дворец «Нефтехим Арена», Нижнекамск Зрителей: 4380 |

| Отчёт | Отчёт               | Отчёт                             | Отчёт                                                | Отчёт                                                                                      |
| --- | ------------------- | --------------------------------- | ---------------------------------------------------- | ------------------------------------------------------------------------------------------ |
| |                     |                                   |                                                      |                                                                                            |
| | Илья Ежов           | Вратари                           | Александр Салак — 11′55′′ Алексей Красиков — 48′05′′ | Судьи: Сергей Кулаков Александр Сергеев Линейные судьи: Виктор Томилов Константин Горденко |
| | Голы:               |                                   |                                                      | Судьи: Сергей Кулаков Александр Сергеев Линейные судьи: Виктор Томилов Константин Горденко |
| Ильдар Шиксатдаров — 09′04′′ Чед Рау (бол.) — 11′09′′ (Брынцев, Шарипзянов) Марат Хайруллин — 11′55′′ (Пиганович) Эмиль Галимов — 12′15′′ (Секстон) | 1:0 2:0 3:0 4:0 4:1 | 26′24′′ — Степан Санников (Шаров) |                                                      | Судьи: Сергей Кулаков Александр Сергеев Линейные судьи: Виктор Томилов Константин Горденко |
| |                     |                                   |                                                      | Судьи: Сергей Кулаков Александр Сергеев Линейные судьи: Виктор Томилов Константин Горденко |
| |                     |                                   |                                                      | Судьи: Сергей Кулаков Александр Сергеев Линейные судьи: Виктор Томилов Константин Горденко |
| |                     |                                   |                                                      | Судьи: Сергей Кулаков Александр Сергеев Линейные судьи: Виктор Томилов Константин Горденко |
| 6 мин | Штраф               | 8 мин                             |                                                      | Судьи: Сергей Кулаков Александр Сергеев Линейные судьи: Виктор Томилов Константин Горденко |
| |                     |                                   |                                                      |                                                                                            |
| | 21 (10+8+3)         | Броски                            | 30 (8+11+11)                                         |                                                                                            |

| 15 ноября 2017 года 17:00 MSK | Югра | 1 : 2 (ОТ) (0:0 1:0 0:1 0:1) | Сибирь | КРК «Арена Югра», Ханты-Мансийск Зрителей: 2500 |

| Отчёт                                                      | Отчёт                | Отчёт                                                                                               | Отчёт            | Отчёт                                                                           |
| ---------------------------------------------------------- | -------------------- | --------------------------------------------------------------------------------------------------- | ---------------- | ------------------------------------------------------------------------------- |
|                                                            |                      | |                  |                                                                                 |
|                                                            | Александр Шарыченков | Вратари                                                                                             | Алексей Красиков | Судьи: Денис Бондарь Сергей Юдаков Линейные судьи: Максим Берсенёв Евгений Юдин |
|                                                            | Голы:                | |                  | Судьи: Денис Бондарь Сергей Юдаков Линейные судьи: Максим Берсенёв Евгений Юдин |
| Павел Варфоломеев (бол.) — 25′32′′ (Вели-Матти Савинайнен) | 1:0 1:1 1:2          | 59′29′′ — Александр Бергстрём (Сигарёв, Закриссон) 64′45′′ — Александр Бергстрём (Ермаков, Основин) |                  | Судьи: Денис Бондарь Сергей Юдаков Линейные судьи: Максим Берсенёв Евгений Юдин |
|                                                            |                      | |                  | Судьи: Денис Бондарь Сергей Юдаков Линейные судьи: Максим Берсенёв Евгений Юдин |
|                                                            |                      | |                  | Судьи: Денис Бондарь Сергей Юдаков Линейные судьи: Максим Берсенёв Евгений Юдин |
|                                                            |                      | |                  | Судьи: Денис Бондарь Сергей Юдаков Линейные судьи: Максим Берсенёв Евгений Юдин |
| 8 мин                                                      | Штраф                | 8 мин                                                                                               |                  | Судьи: Денис Бондарь Сергей Юдаков Линейные судьи: Максим Берсенёв Евгений Юдин |
|                                                            |                      | |                  |                                                                                 |
|                                                            | 29 (10+7+11+1)       | Броски                                                                                              | 28 (7+7+6+8)     |                                                                                 |

| 17 ноября 2017 года 16:00 MSK | Авангард | 1 : 0 (0:0 0:0 1:0) | Сибирь | «Арена Омск», Омск Зрителей: 8280 |

| Отчёт                                          | Отчёт         | Отчёт   | Отчёт            | Отчёт                                                                                  |
| ---------------------------------------------- | ------------- | ------- | ---------------- | -------------------------------------------------------------------------------------- |
|                                                |               |         |                  |                                                                                        |
|                                                | Олег Шилин    | Вратари | Алексей Красиков | Судьи: Эдуард Ибатулин Сергей Беляев Линейные судьи: Артём Савенков Александр Николаев |
|                                                | Голы:         |         |                  | Судьи: Эдуард Ибатулин Сергей Беляев Линейные судьи: Артём Савенков Александр Николаев |
| Виталий Меньшиков — 09′04′′ (Пёрселл, Семёнов) | 1:0           |         |                  | Судьи: Эдуард Ибатулин Сергей Беляев Линейные судьи: Артём Савенков Александр Николаев |
|                                                |               |         |                  | Судьи: Эдуард Ибатулин Сергей Беляев Линейные судьи: Артём Савенков Александр Николаев |
|                                                |               |         |                  | Судьи: Эдуард Ибатулин Сергей Беляев Линейные судьи: Артём Савенков Александр Николаев |
|                                                |               |         |                  | Судьи: Эдуард Ибатулин Сергей Беляев Линейные судьи: Артём Савенков Александр Николаев |
| 11 мин                                         | Штраф         | 15 мин  |                  | Судьи: Эдуард Ибатулин Сергей Беляев Линейные судьи: Артём Савенков Александр Николаев |
|                                                |               |         |                  |                                                                                        |
|                                                | 40 (10+16+14) | Броски  | 24 (10+7+7)      |                                                                                        |

| 20 ноября 2017 года 15:30 MSK | Сибирь | 4 : 0 (0:0 2:0 2:0) | Барыс | ЛДС «Сибирь», Новосибирск Зрителей: 6022 |

| Отчёт | Отчёт            | Отчёт   | Отчёт          | Отчёт                                                                             |
| --- | ---------------- | ------- | -------------- | --------------------------------------------------------------------------------- |
| |                  |         |                |                                                                                   |
| | Алексей Красиков | Вратари | Хенрик Карлсон | Судьи: Эдуард Одиньш Юрий Оскирко Линейные судьи: Василий Семечков Максим Битюков |
| | Голы:            |         |                | Судьи: Эдуард Одиньш Юрий Оскирко Линейные судьи: Василий Семечков Максим Битюков |
| Степан Санников (бул) — 32′18′′ Игорь Левицкий — 39′37′′ (Основин, Ермаков) Николай Демидов (бол.) — 52′24′′ (Наумов) Йонас Энлунд — 56′47′′ (Воробьев) | 1:0 2:0 3:0 4:0  |         |                | Судьи: Эдуард Одиньш Юрий Оскирко Линейные судьи: Василий Семечков Максим Битюков |
| |                  |         |                | Судьи: Эдуард Одиньш Юрий Оскирко Линейные судьи: Василий Семечков Максим Битюков |
| |                  |         |                | Судьи: Эдуард Одиньш Юрий Оскирко Линейные судьи: Василий Семечков Максим Битюков |
| |                  |         |                | Судьи: Эдуард Одиньш Юрий Оскирко Линейные судьи: Василий Семечков Максим Битюков |
| 11 мин | Штраф            | 52 мин  |                | Судьи: Эдуард Одиньш Юрий Оскирко Линейные судьи: Василий Семечков Максим Битюков |
| |                  |         |                |                                                                                   |
| | 28 (9+12+7)      | Броски  | 27 (5+8+14)    |                                                                                   |

| 22 ноября 2017 года 15:30 MSK | Сибирь | 6 : 4 (3:2 0:2 3:0) | Барыс | ЛДС «Сибирь», Новосибирск Зрителей: 6702 |

| Отчёт | Отчёт                                                | Отчёт | Отчёт          | Отчёт                                                                           |
| --- | ---------------------------------------------------- | --- | -------------- | ------------------------------------------------------------------------------- |
| |                                                      | |                |                                                                                 |
| | Алексей Красиков — 34′31′′ Александр Салак — 25′19′′ | Вратари | Хенрик Карлсон | Судьи: Денис Бондарь Сергей Гусев Линейные судьи: Алексей Майтак Алексей Михель |
| | Голы:                                                | |                | Судьи: Денис Бондарь Сергей Гусев Линейные судьи: Алексей Майтак Алексей Михель |
| Степан Санников — 00′42′′ (Энлунд) Андрей Сигарёв — 02′06′′ (Бергстрём, Закриссон) Андрей Ермаков — 19′12′′ Максим Игнатович (бол.) — 43′59′′ (Энлунд, Алексеев) Максим Игнатович (бол.) — 54′38′′ (Энлунд, Санников) Патрик Закриссон (бол.) — 52′24′′ (Наумов) | 1:0 2:0 2:1 2:2 3:2 3:3 3:4 :4 5:4 6:4               | 09′43′′ — Талгат Жайлауов (бол.) (Акользин, Пушкарёв) 15′43′′ — Антон Сагадеев (Савченко, Акользин) 28′47′′ — Найджел Доус (бол.) (Вей, Даллмэн) 34′41′′ — Линден Вей (бол.) (Даллмэн, Доус) |                | Судьи: Денис Бондарь Сергей Гусев Линейные судьи: Алексей Майтак Алексей Михель |
| |                                                      | |                | Судьи: Денис Бондарь Сергей Гусев Линейные судьи: Алексей Майтак Алексей Михель |
| |                                                      | |                | Судьи: Денис Бондарь Сергей Гусев Линейные судьи: Алексей Майтак Алексей Михель |
| |                                                      | |                | Судьи: Денис Бондарь Сергей Гусев Линейные судьи: Алексей Майтак Алексей Михель |
| 11 мин | Штраф                                                | 11 мин |                | Судьи: Денис Бондарь Сергей Гусев Линейные судьи: Алексей Майтак Алексей Михель |
| |                                                      | |                |                                                                                 |
| | 35 (9+11+15)                                         | Броски | 27 (11+11+5)   |                                                                                 |

| 26 ноября 2017 года 17:30 MSK | Динамо (Мн) | 5 : 1 (2:0 0:1 3:0) | Сибирь | «Минск-Арена», Минск Зрителей: 12 931 |

| Отчёт | Отчёт                   | Отчёт                                            | Отчёт                                               | Отчёт                                                                                   |
| --- | ----------------------- | ------------------------------------------------ | --------------------------------------------------- | --------------------------------------------------------------------------------------- |
| |                         |                                                  |                                                     |                                                                                         |
| | Юнас Энрот              | Вратари                                          | Александр Салак — 59′34′′ Алексей Красиков — 0′26′′ | Судьи: Эдуард Ибатулин Сергей Морозов Линейные судьи: Артём Савенков Александр Николаев |
| | Голы:                   |                                                  |                                                     | Судьи: Эдуард Ибатулин Сергей Морозов Линейные судьи: Артём Савенков Александр Николаев |
| Марк-Андре Граньяни — 16′15′′ (Степанов, Ковыршин) Джастин Фонтейн (бол.) — 18′21′′ (Граньяни, Скилли) Шарль Лингле (бол.) — 40′31′′ (Фонтейн, Хауден) Сергей Дрозд — 45′57′′ (Карабань) Джек Скилли (бол.) — 40′31′′ (Фонтейн, Граньяни) | 1:0 2:0 2:1 3:1 4:1 5:1 | 35′04′′ — Владимир Первушин (Воробьев, Ткаченко) |                                                     | Судьи: Эдуард Ибатулин Сергей Морозов Линейные судьи: Артём Савенков Александр Николаев |
| |                         |                                                  |                                                     | Судьи: Эдуард Ибатулин Сергей Морозов Линейные судьи: Артём Савенков Александр Николаев |
| |                         |                                                  |                                                     | Судьи: Эдуард Ибатулин Сергей Морозов Линейные судьи: Артём Савенков Александр Николаев |
| |                         |                                                  |                                                     | Судьи: Эдуард Ибатулин Сергей Морозов Линейные судьи: Артём Савенков Александр Николаев |
| 18 мин | Штраф                   | 20 мин                                           |                                                     | Судьи: Эдуард Ибатулин Сергей Морозов Линейные судьи: Артём Савенков Александр Николаев |
| |                         |                                                  |                                                     |                                                                                         |
| | 43 (17+11+15)           | Броски                                           | 25 (5+8+12)                                         |                                                                                         |

| 28 ноября 2017 года 19:30 MSK | Йокерит | 2 : 1 (0:0 0:1 2:0) | Сибирь | «Хартвалл-арена», Хельсинки Зрителей: 9523 |

| Отчёт                                                                    | Отчёт         | Отчёт                                          | Отчёт            | Отчёт                                                                              |
| ------------------------------------------------------------------------ | ------------- | ---------------------------------------------- | ---------------- | ---------------------------------------------------------------------------------- |
|                                                                          |               |                                                |                  |                                                                                    |
|                                                                          | Карри Рямё    | Вратари                                        | Алексей Красиков | Судьи: Иван Фатеев Денис Наумов Линейные судьи: Виктор Томилов Константин Горденко |
|                                                                          | Голы:         |                                                |                  | Судьи: Иван Фатеев Денис Наумов Линейные судьи: Виктор Томилов Константин Горденко |
| Са́ми Ле́пистё (бол.) — 40′32′′ (Гилрой) Йе́ссе Йо́энсуу — 48′01′′ (Ле́пистё) | 0:1 :1 2:1    | 38′15′′ — Андрей Сигарёв (Закриссон, Воробьев) |                  | Судьи: Иван Фатеев Денис Наумов Линейные судьи: Виктор Томилов Константин Горденко |
|                                                                          |               |                                                |                  | Судьи: Иван Фатеев Денис Наумов Линейные судьи: Виктор Томилов Константин Горденко |
|                                                                          |               |                                                |                  | Судьи: Иван Фатеев Денис Наумов Линейные судьи: Виктор Томилов Константин Горденко |
|                                                                          |               |                                                |                  | Судьи: Иван Фатеев Денис Наумов Линейные судьи: Виктор Томилов Константин Горденко |
| 12 мин                                                                   | Штраф         | 12 мин                                         |                  | Судьи: Иван Фатеев Денис Наумов Линейные судьи: Виктор Томилов Константин Горденко |
|                                                                          |               |                                                |                  |                                                                                    |
|                                                                          | 36 (16+10+10) | Броски                                         | 22 (4+7+11)      |                                                                                    |

| 30 ноября 2017 года 19:30 MSK | Динамо (М) | 6 : 4 (1:0 1:4 4:0) | Сибирь | «ВТБ Ледовый дворец», Москва Зрителей: 4673 |

| Отчёт | Отчёт                                               | Отчёт | Отчёт           | Отчёт                                                                                 |
| --- | --------------------------------------------------- | --- | --------------- | ------------------------------------------------------------------------------------- |
| |                                                     | |                 |                                                                                       |
| | Александр Ерёменко — 33′46′′ Иван Бочаров — 26′14′′ | Вратари | Александр Салак | Судьи: Эдуард Одиньш Александр Соин Линейные судьи: Алексей Майтак Александр Чернышёв |
| | Голы:                                               | |                 | Судьи: Эдуард Одиньш Александр Соин Линейные судьи: Алексей Майтак Александр Чернышёв |
| Михаил Анисин (бол.) — 18′29′′ (Кутейкин, Терещенко) Юусо Хиетанен (бол.) — 38′01′′ (Варнаков, Бойд) Александр Петунин — 41′14′′ (Марковин, Игнатушкин) Дастин Бойд — 41′45′′ (Варнаков) Андрей Алексеев — 47′45′′ (Сопин, Казионов) Андрей Алексеев — 47′45′′ (Сопин, Вишневский) | 1:0 1:1 1:2 1:3 1:4 2:4 3:4 4:4 5:4 6:4             | 25′22′′ — Вячеслав Основин (Лукин, Шаров) 29′06′′ — Сергей Коньков (Санников, Бергстрём) 30′05′′ — Сергей Коньков (Верещагин) 33′46′′ — Сергей Коньков |                 | Судьи: Эдуард Одиньш Александр Соин Линейные судьи: Алексей Майтак Александр Чернышёв |
| |                                                     | |                 | Судьи: Эдуард Одиньш Александр Соин Линейные судьи: Алексей Майтак Александр Чернышёв |
| |                                                     | |                 | Судьи: Эдуард Одиньш Александр Соин Линейные судьи: Алексей Майтак Александр Чернышёв |
| |                                                     | |                 | Судьи: Эдуард Одиньш Александр Соин Линейные судьи: Алексей Майтак Александр Чернышёв |
| 2 мин | Штраф                                               | 6 мин |                 | Судьи: Эдуард Одиньш Александр Соин Линейные судьи: Алексей Майтак Александр Чернышёв |
| |                                                     | |                 |                                                                                       |
| | 31 (8+8+15)                                         | Броски | 31 (5+13+13)    |                                                                                       |

#### Декабрь
| 2 декабря 2017 года 17:00 MSK | Локомотив | 7 : 3 (2:2 3:1 2:0) | Сибирь | УКРК «Арена 2000», Ярославль Зрителей: 8827 |

| Отчёт | Отчёт                                                 | Отчёт | Отчёт                                                | Отчёт                                                                                   |
| --- | ----------------------------------------------------- | --- | ---------------------------------------------------- | --------------------------------------------------------------------------------------- |
| |                                                       | |                                                      |                                                                                         |
| | Илья Коновалов — 19′39′′ Александр Судницин — 39′58′′ | Вратари | Алексей Красиков — 32′29′′ Александр Салак — 27′31′′ | Судьи: Виктор Гашилов Сергей Кулаков Линейные судьи: Дмитрий Головлёв Евгений Стрельцов |
| | Голы:                                                 | |                                                      | Судьи: Виктор Гашилов Сергей Кулаков Линейные судьи: Дмитрий Головлёв Евгений Стрельцов |
| Стаффан Кронвалль (бол.) — 04′21′′ (Козун, Талбот) Артур Каюмов — 19′21′′ (Фатеев) Андрей Локтионов — 22′05′′ (Талбот) Андрей Алексеев — 28′30′′ (Красковский) Павел Коледов — 32′29′′ (Козун, Талбот) Денис Мосалёв — 52′54′′ Егор Аверин — 57′41′′ (Апальков, Мосалёв) | 1:0 1:1 1:2 :2 2:3 :3 4:3 5:3 6:3 7:3                 | 05′55′′ — Владислав Наумов (Сигарёв, Бергстрём) 19′02′′ — Александр Бергстрём (Закриссон, Сигарёв) 25′23′′ — Владимир Первушин (Коньков, Шаров) |                                                      | Судьи: Виктор Гашилов Сергей Кулаков Линейные судьи: Дмитрий Головлёв Евгений Стрельцов |
| |                                                       | |                                                      | Судьи: Виктор Гашилов Сергей Кулаков Линейные судьи: Дмитрий Головлёв Евгений Стрельцов |
| |                                                       | |                                                      | Судьи: Виктор Гашилов Сергей Кулаков Линейные судьи: Дмитрий Головлёв Евгений Стрельцов |
| |                                                       | |                                                      | Судьи: Виктор Гашилов Сергей Кулаков Линейные судьи: Дмитрий Головлёв Евгений Стрельцов |
| 8 мин | Штраф                                                 | 14 мин |                                                      | Судьи: Виктор Гашилов Сергей Кулаков Линейные судьи: Дмитрий Головлёв Евгений Стрельцов |
| |                                                       | |                                                      |                                                                                         |
| | 45 (17+14+14)                                         | Броски | 35 (12+18+5)                                         |                                                                                         |

| 5 декабря 2017 года 15:30 MSK | Сибирь | 1 : 2 (1:1 0:1 0:0) | Металлург (Мг) | ЛДС «Сибирь», Новосибирск Зрителей: 7120 |

| Отчёт                                | Отчёт            | Отчёт                                                    | Отчёт            | Отчёт                                                                           |
| ------------------------------------ | ---------------- | -------------------------------------------------------- | ---------------- | ------------------------------------------------------------------------------- |
|                                      |                  |                                                          |                  |                                                                                 |
|                                      | Алексей Красиков | Вратари                                                  | Василий Кошечкин | Судьи: Андрис Ансонс Юрий Оскирко Линейные судьи: Александр Отмахов Юрий Иванов |
|                                      | Голы:            |                                                          |                  | Судьи: Андрис Ансонс Юрий Оскирко Линейные судьи: Александр Отмахов Юрий Иванов |
| Андрей Ермаков — 02′43′′ (Закриссон) | 1:0 1:1 1:2      | 06′24′′ — Владислав Калетник 37′43′′ — Мэтт Эллисон (Ли) |                  | Судьи: Андрис Ансонс Юрий Оскирко Линейные судьи: Александр Отмахов Юрий Иванов |
|                                      |                  |                                                          |                  | Судьи: Андрис Ансонс Юрий Оскирко Линейные судьи: Александр Отмахов Юрий Иванов |
|                                      |                  |                                                          |                  | Судьи: Андрис Ансонс Юрий Оскирко Линейные судьи: Александр Отмахов Юрий Иванов |
|                                      |                  |                                                          |                  | Судьи: Андрис Ансонс Юрий Оскирко Линейные судьи: Александр Отмахов Юрий Иванов |
| 2 мин                                | Штраф            | 8 мин                                                    |                  | Судьи: Андрис Ансонс Юрий Оскирко Линейные судьи: Александр Отмахов Юрий Иванов |
|                                      |                  |                                                          |                  |                                                                                 |
|                                      | 31 (13+6+12)     | Броски                                                   | 28 (12+10+6)     |                                                                                 |

| 9 декабря 2017 года 15:00 MSK | Металлург (Мг) | 3 : 2 Б (1:1, 1:1, 0:0, 0:0, 1:0) | Сибирь | «Арена-Металлург», Магнитогорск Зрителей: 7322 |

| Отчёт | Отчёт              | Отчёт                                                                         | Отчёт           | Отчёт                                                                                  |
| --- | ------------------ | ----------------------------------------------------------------------------- | --------------- | -------------------------------------------------------------------------------------- |
| |                    |                                                                               |                 |                                                                                        |
| | Василий Кошечкин   | Вратари                                                                       | Александр Салак | Судьи: Николай Акузовский Мартин Франё Линейные судьи: Даниил Захаров Александр Сысуев |
| | Голы:              |                                                                               |                 | Судьи: Николай Акузовский Мартин Франё Линейные судьи: Даниил Захаров Александр Сысуев |
| Андрей Чибисов — 02′34′′ (Эллисон, Коварж) Никита Пивцакин — 32′15′′ (Тимкин, Сироткин) 65′00′′ — Мэтт Эллисон (поб. бул.) | 1:0 1:1 1:2 :2 3:2 | 18′23′′ — Андрей Ермаков (Санников) 31′03′′ — Александр Бергстрём (Верещагин) |                 | Судьи: Николай Акузовский Мартин Франё Линейные судьи: Даниил Захаров Александр Сысуев |
| | Буллиты:           |                                                                               |                 | Судьи: Николай Акузовский Мартин Франё Линейные судьи: Даниил Захаров Александр Сысуев |
| Ян Коварж Крис Ли Мэтт Эллисон <                                                                                           |                    | Андрей Сигарёв Александр Бергстрём Патрик Закриссон                           |                 | Судьи: Николай Акузовский Мартин Франё Линейные судьи: Даниил Захаров Александр Сысуев |
| |                    |                                                                               |                 | Судьи: Николай Акузовский Мартин Франё Линейные судьи: Даниил Захаров Александр Сысуев |
| 4 мин | Штраф              | 6 мин                                                                         |                 | Судьи: Николай Акузовский Мартин Франё Линейные судьи: Даниил Захаров Александр Сысуев |
| |                    |                                                                               |                 |                                                                                        |
| | 30 (6+12+9+3)      | Броски                                                                        | 32 (10+10+6+6)  |                                                                                        |

| 11 декабря 2017 года 17:00 MSK | Трактор | 3 : 4 (2:1 1:2 0:1) | Сибирь | Ледовая арена «Трактор», Челябинск Зрителей: 6814 |

| Отчёт | Отчёт                      | Отчёт | Отчёт           | Отчёт                                                                             |
| --- | -------------------------- | --- | --------------- | --------------------------------------------------------------------------------- |
| |                            | |                 |                                                                                   |
| | Павел Францоуз             | Вратари | Александр Салак | Судьи: Константин Оленин Сергей Юдаков Линейные судьи: Иван Сазонов Дмитрий Сивов |
| | Голы:                      | |                 | Судьи: Константин Оленин Сергей Юдаков Линейные судьи: Иван Сазонов Дмитрий Сивов |
| Пол Щехура (бол.) — 06′40′′ (Бэйлен) Игорь Полыгалов — 16′32′′ (Черников) Рикард Йюнге (бол.) — 32′33′′ (Никитин, Щехура) | 1:0 2:0 2:1 2:2 2:3 :3 3:4 | 18′02′′ — Патрик Закриссон (Бергстрём) 22′32′′ (бол.) — Александр Бергстрём (Сигарёв, Верещагин) 24′16′′ — Семен Иванов (Основин, Алексеев) 44′17′′ — Степан Санников (Верещагин, Шаров) |                 | Судьи: Константин Оленин Сергей Юдаков Линейные судьи: Иван Сазонов Дмитрий Сивов |
| |                            | |                 | Судьи: Константин Оленин Сергей Юдаков Линейные судьи: Иван Сазонов Дмитрий Сивов |
| |                            | |                 | Судьи: Константин Оленин Сергей Юдаков Линейные судьи: Иван Сазонов Дмитрий Сивов |
| |                            | |                 | Судьи: Константин Оленин Сергей Юдаков Линейные судьи: Иван Сазонов Дмитрий Сивов |
| 4 мин | Штраф                      | 6 мин |                 | Судьи: Константин Оленин Сергей Юдаков Линейные судьи: Иван Сазонов Дмитрий Сивов |
| |                            | |                 |                                                                                   |
| | 41 (18+14+9)               | Броски | 25 (7+11+7)     |                                                                                   |

| 20 декабря 2017 года 15:30 MSK | Сибирь | 6 : 1 (1:0 4:0 1:1) | Югра | ЛДС «Сибирь», Новосибирск Зрителей: 5108 |

| Отчёт | Отчёт                       | Отчёт                                   | Отчёт            | Отчёт                                                                                 |
| --- | --------------------------- | --------------------------------------- | ---------------- | ------------------------------------------------------------------------------------- |
| |                             |                                         |                  |                                                                                       |
| | Александр Салак             | Вратари                                 | Илья Проскуряков | Судьи: Сергей Юдаков Антон Лаврентьев Линейные судьи: Александр Николаев Павел Бадыль |
| | Голы:                       |                                         |                  | Судьи: Сергей Юдаков Антон Лаврентьев Линейные судьи: Александр Николаев Павел Бадыль |
| Степан Санников — 16′35′′ (Энлунд, Ермаков) Степан Санников — 20′56′′ (Демидов, Энлунд) Сергей Коньков — 21′17′′ (Первушин, Шаров) Вячеслав Основин — 28′37′′ (Иванов, Ткаченко) Вячеслав Основин (мен.) — 32′56′′ Александр Бергстрём (бол.) — 46′29′′ (Закриссон, Сигарёв) | 1:0 2:0 3:0 4:0 5:0 6:0 6:1 | 49′19′′ — Максим Пестушко (Варфоломеев) |                  | Судьи: Сергей Юдаков Антон Лаврентьев Линейные судьи: Александр Николаев Павел Бадыль |
| |                             |                                         |                  | Судьи: Сергей Юдаков Антон Лаврентьев Линейные судьи: Александр Николаев Павел Бадыль |
| |                             |                                         |                  | Судьи: Сергей Юдаков Антон Лаврентьев Линейные судьи: Александр Николаев Павел Бадыль |
| |                             |                                         |                  | Судьи: Сергей Юдаков Антон Лаврентьев Линейные судьи: Александр Николаев Павел Бадыль |
| 8 мин | Штраф                       | 8 мин                                   |                  | Судьи: Сергей Юдаков Антон Лаврентьев Линейные судьи: Александр Николаев Павел Бадыль |
| |                             |                                         |                  |                                                                                       |
| | 33 (9+14+10)                | Броски                                  | 28 (12+10+6)     |                                                                                       |

| 23 декабря 2017 года 13:30 MSK | Сибирь | 3 : 6 (3:1 0:2 0:3) | Салават Юлаев | ЛДС «Сибирь», Новосибирск Зрителей: 7420 |

| Отчёт | Отчёт                               | Отчёт | Отчёт                                          | Отчёт                                                                           |
| --- | ----------------------------------- | --- | ---------------------------------------------- | ------------------------------------------------------------------------------- |
| |                                     | |                                                |                                                                                 |
| | Александр Салак                     | Вратари | Бен Скривенс — 07′28′′ Андрей Кареев — 52′32′′ | Судьи: Роман Гофман Сергей Кулаков Линейные судьи: Никита Шалагин Дмитрий Шишло |
| | Голы:                               | |                                                | Судьи: Роман Гофман Сергей Кулаков Линейные судьи: Никита Шалагин Дмитрий Шишло |
| Александр Бергстрём — 04′35′′ (Закриссон, Верещагин) Патрик Закриссон (бол.) — 07′28′′ (Сигарёв, Верещагин) Владислав Наумов — 14′23′′ (Бергстрём, Сигарёв) | 1:0 2:0 3:0 3:1 3:2 3:3 3:4 3:5 3:6 | 19′37′′ (бол.) — Антон Бурдасов (Кемппайнен, Ларсен) 35′34′′ (бол.) — Филип Ларсен (Умарк, Хартикайнен) 38′31′′ (бол.) — Антон Бурдасов (Умарк, Арзамасцев) 45′09′′ (бол.) — Антон Бурдасов (Умарк, Хартикайнен) 48′24′′ — Линус Умарк (Хартикайнен, Кемппайнен) 59′59′′ — Теему Хартикайнен (Умарк, Ларсен) |                                                | Судьи: Роман Гофман Сергей Кулаков Линейные судьи: Никита Шалагин Дмитрий Шишло |
| |                                     | |                                                | Судьи: Роман Гофман Сергей Кулаков Линейные судьи: Никита Шалагин Дмитрий Шишло |
| |                                     | |                                                | Судьи: Роман Гофман Сергей Кулаков Линейные судьи: Никита Шалагин Дмитрий Шишло |
| |                                     | |                                                | Судьи: Роман Гофман Сергей Кулаков Линейные судьи: Никита Шалагин Дмитрий Шишло |
| 12 мин | Штраф                               | 42 мин |                                                | Судьи: Роман Гофман Сергей Кулаков Линейные судьи: Никита Шалагин Дмитрий Шишло |
| |                                     | |                                                |                                                                                 |
| | 30 (8+13+9)                         | Броски | 25 (8+6+11)                                    |                                                                                 |

| 25 декабря 2017 года 15:30 MSK | Сибирь | 6 : 2 (2:1 2:1 2:0) | Нефтехимик | ЛДС «Сибирь», Новосибирск Зрителей: 5005 |

| Отчёт | Отчёт                           | Отчёт                                                                             | Отчёт                                        | Отчёт                                                                              |
| --- | ------------------------------- | --------------------------------------------------------------------------------- | -------------------------------------------- | ---------------------------------------------------------------------------------- |
| |                                 |                                                                                   |                                              |                                                                                    |
| | Алексей Красиков                | Вратари                                                                           | Андрей Макаров — 30′34′′ Илья Ежов — 29′26′′ | Судьи: Юрий Цыплаков Юрий Оскирко Линейные судьи: Дмитрий Сивов Александр Чернышёв |
| | Голы:                           |                                                                                   |                                              | Судьи: Юрий Цыплаков Юрий Оскирко Линейные судьи: Дмитрий Сивов Александр Чернышёв |
| Александр Бергстрём — 03′30′′ (Закриссон, Энлунд) Александр Бергстрём — 15′04′′ (Ермаков) Артём Артёмов — 22′58′′ (Основин, Зырянов) Игорь Левицкий — 29′42′′ Патрик Закриссон (бол.) — 45′05′′ (Верещагин, Бергстрём) Владимир Первушин — 55′37′′ (Алексеев, Коньков) | 1:0 2:0 2:1 3:1 3:2 4:2 5:2 6:2 | 18′04′′ — Андрей Нестрашил (Секстон, Галимов) 24′19′′ — Марат Хайруллин (Огурцов) |                                              | Судьи: Юрий Цыплаков Юрий Оскирко Линейные судьи: Дмитрий Сивов Александр Чернышёв |
| |                                 |                                                                                   |                                              | Судьи: Юрий Цыплаков Юрий Оскирко Линейные судьи: Дмитрий Сивов Александр Чернышёв |
| |                                 |                                                                                   |                                              | Судьи: Юрий Цыплаков Юрий Оскирко Линейные судьи: Дмитрий Сивов Александр Чернышёв |
| |                                 |                                                                                   |                                              | Судьи: Юрий Цыплаков Юрий Оскирко Линейные судьи: Дмитрий Сивов Александр Чернышёв |
| 6 мин | Штраф                           | 12 мин                                                                            |                                              | Судьи: Юрий Цыплаков Юрий Оскирко Линейные судьи: Дмитрий Сивов Александр Чернышёв |
| |                                 |                                                                                   |                                              |                                                                                    |
| | 32 (11+11+10)                   | Броски                                                                            | 39 (17+14+8)                                 |                                                                                    |

| 27 декабря 2017 года 15:30 MSK | Сибирь | 4 : 3 (1:1 1:1 2:1) | ХК Сочи | ЛДС «Сибирь», Новосибирск Зрителей: 5520 |

| Отчёт | Отчёт                     | Отчёт | Отчёт         | Отчёт                                                                             |
| --- | ------------------------- | --- | ------------- | --------------------------------------------------------------------------------- |
| |                           | |               |                                                                                   |
| | Алексей Красиков          | Вратари | Дмитрий Шикин | Судьи: Павел Овчинников Денис Наумов Линейные судьи: Максим Берсенёв Евгений Юдин |
| | Голы:                     | |               | Судьи: Павел Овчинников Денис Наумов Линейные судьи: Максим Берсенёв Евгений Юдин |
| Александр Бергстрём — 12′34′′ (Демидов, Алексеев) Рок Тичар — 35′17′′ (Санников) Вячеслав Основин — 44′55′′ (Демидов, Ермаков) Сергей Коньков — 49′25′′ | 0:1 :1 1:2 :2 3:2 3:3 4:3 | 03′51′′ — Сергей Шмелёв 23′24′′ (бол.) — Кейси Уэллман (Йокипакка, Лугин) 47′29′′ — Алексей Цветков (Хомицкий, Шмелёв) |               | Судьи: Павел Овчинников Денис Наумов Линейные судьи: Максим Берсенёв Евгений Юдин |
| |                           | |               | Судьи: Павел Овчинников Денис Наумов Линейные судьи: Максим Берсенёв Евгений Юдин |
| |                           | |               | Судьи: Павел Овчинников Денис Наумов Линейные судьи: Максим Берсенёв Евгений Юдин |
| |                           | |               | Судьи: Павел Овчинников Денис Наумов Линейные судьи: Максим Берсенёв Евгений Юдин |
| 16 мин | Штраф                     | 32 мин |               | Судьи: Павел Овчинников Денис Наумов Линейные судьи: Максим Берсенёв Евгений Юдин |
| |                           | |               |                                                                                   |
| | 26 (10+9+7)               | Броски | 37 (13+13+11) |                                                                                   |

| 29 декабря 2017 года 15:30 MSK | Сибирь | 4 : 1 (2:0 0:1 2:0) | Ак Барс | ЛДС «Сибирь», Новосибирск Зрителей: 7420 |

| Отчёт | Отчёт               | Отчёт                                            | Отчёт                | Отчёт                                                                              |
| --- | ------------------- | ------------------------------------------------ | -------------------- | ---------------------------------------------------------------------------------- |
| |                     |                                                  |                      |                                                                                    |
| | Алексей Красиков    | Вратари                                          | Александр Шарыченков | Судьи: Сергей Беляев Антон Кислов Линейные судьи: Алексей Михель Евгений Стрельцов |
| | Голы:               |                                                  |                      | Судьи: Сергей Беляев Антон Кислов Линейные судьи: Алексей Михель Евгений Стрельцов |
| Вячеслав Основин (бол.) — 17′32′′ (Тичар) Николай Демидов (бол.) — 18′32′′ (Закриссон, Алексеев) Александр Бергстрём — 44′30′′ (Закриссон, Игнатович) Йонас Энлунд — 55′12′′ (Ермаков) | 1:0 2:0 2:1 3:1 4:1 | 27′38′′ (бол.) — Данис Зарипов (Азеведо, Марков) |                      | Судьи: Сергей Беляев Антон Кислов Линейные судьи: Алексей Михель Евгений Стрельцов |
| |                     |                                                  |                      | Судьи: Сергей Беляев Антон Кислов Линейные судьи: Алексей Михель Евгений Стрельцов |
| |                     |                                                  |                      | Судьи: Сергей Беляев Антон Кислов Линейные судьи: Алексей Михель Евгений Стрельцов |
| |                     |                                                  |                      | Судьи: Сергей Беляев Антон Кислов Линейные судьи: Алексей Михель Евгений Стрельцов |
| 8 мин | Штраф               | 34 мин                                           |                      | Судьи: Сергей Беляев Антон Кислов Линейные судьи: Алексей Михель Евгений Стрельцов |
| |                     |                                                  |                      |                                                                                    |
| | 32 (12+10+10)       | Броски                                           | 27 (5+5+17)          |                                                                                    |

#### Январь
| 3 января 2018 года 10:00 MSK | Амур | 2 : 3 Б (1:1, 0:0, 1:1, 0:0, 0:1) | Сибирь | «Платинум Арена», Хабаровск Зрителей: 7149 |

| Отчёт                                                                               | Отчёт               | Отчёт | Отчёт            | Отчёт                                                                             |
| ----------------------------------------------------------------------------------- | ------------------- | --- | ---------------- | --------------------------------------------------------------------------------- |
|                                                                                     |                     | |                  |                                                                                   |
|                                                                                     | Юха Метсола         | Вратари | Алексей Красиков | Судьи: Виктор Гашилов Мартин Франё Линейные судьи: Глеб Лазарев Александр Отмахов |
|                                                                                     | Голы:               | |                  | Судьи: Виктор Гашилов Мартин Франё Линейные судьи: Глеб Лазарев Александр Отмахов |
| Томаш Зогорна (бол.) — 02′34′′ (Рассказов, Горшков) Томаш Зогорна — 32′15′′ (Пикар) | 1:0 1:1 2:1 2:2 2:3 | 10′06′′ (бол.) — Йонас Энлунд (Закриссон, Бергстрём) 31′03′′ — Рок Тичар (Санников, Шаров) 65′00′′ — Вячеслав Основин (поб. бул.) |                  | Судьи: Виктор Гашилов Мартин Франё Линейные судьи: Глеб Лазарев Александр Отмахов |
|                                                                                     | Буллиты:            | |                  | Судьи: Виктор Гашилов Мартин Франё Линейные судьи: Глеб Лазарев Александр Отмахов |
| Томаш Зогорна Алексей Бывальцев Владислав Ушенин Денис Голубев Вячеслав Литовченко  |                     | Александр Бергстрём Александр Шаров Патрик Закриссон Вячеслав Основин Сергей Коньков                                              |                  | Судьи: Виктор Гашилов Мартин Франё Линейные судьи: Глеб Лазарев Александр Отмахов |
|                                                                                     |                     | |                  | Судьи: Виктор Гашилов Мартин Франё Линейные судьи: Глеб Лазарев Александр Отмахов |
| 8 мин                                                                               | Штраф               | 22 мин |                  | Судьи: Виктор Гашилов Мартин Франё Линейные судьи: Глеб Лазарев Александр Отмахов |
|                                                                                     |                     | |                  |                                                                                   |
|                                                                                     | 44 (19+13+11+1)     | Броски | 27 (8+7+6+6)     |                                                                                   |

| 5 января 2018 года 10:00 MSK | Адмирал | 2 : 3 (ОТ) (1:0 1:0 0:2 0:1) | Сибирь | «Фетисов Арена», Владивосток Зрителей: 4893 |

| Отчёт                                                                          | Отчёт               | Отчёт | Отчёт            | Отчёт                                                                       |
| ------------------------------------------------------------------------------ | ------------------- | --- | ---------------- | --------------------------------------------------------------------------- |
|                                                                                |                     | |                  |                                                                             |
|                                                                                | Никита Серебряков   | Вратари | Алексей Красиков | Судьи: Александр Соин Роман Щенёв Линейные судьи: Дмитрий Сивов Юрий Иванов |
|                                                                                | Голы:               | |                  | Судьи: Александр Соин Роман Щенёв Линейные судьи: Дмитрий Сивов Юрий Иванов |
| Владимир Бутузов — 09′19′′ (Ващенко, Яковлев) Егор Яковлев — 23′35′′ (Бутузов) | 1:0 2:0 2:1 2:2 2:3 | 51′07′′ — Иван Верещагин (Энлунд, Закриссон) 59′45′′ — Александр Бергстрём (Верещагин, Закриссон) 61′52′′ — Рок Тичар (Шаров) |                  | Судьи: Александр Соин Роман Щенёв Линейные судьи: Дмитрий Сивов Юрий Иванов |
|                                                                                |                     | |                  | Судьи: Александр Соин Роман Щенёв Линейные судьи: Дмитрий Сивов Юрий Иванов |
|                                                                                |                     | |                  | Судьи: Александр Соин Роман Щенёв Линейные судьи: Дмитрий Сивов Юрий Иванов |
|                                                                                |                     | |                  | Судьи: Александр Соин Роман Щенёв Линейные судьи: Дмитрий Сивов Юрий Иванов |
| 0 мин                                                                          | Штраф               | 32 мин |                  | Судьи: Александр Соин Роман Щенёв Линейные судьи: Дмитрий Сивов Юрий Иванов |
|                                                                                |                     | |                  |                                                                             |
|                                                                                | 24 (11+7+6+0)       | Броски | 33 (3+14+13+3)   |                                                                             |

| 7 января 2018 года 12:30 MSK | Куньлунь РС | 7 : 4 (1:1 2:2 4:1) | Сибирь | ЛД «Фэйян», Шанхай Зрителей: 1956 |

| Отчёт | Отчёт                                                   | Отчёт | Отчёт                                                | Отчёт                                                                        |
| --- | ------------------------------------------------------- | --- | ---------------------------------------------------- | ---------------------------------------------------------------------------- |
| |                                                         | |                                                      |                                                                              |
| | Магнус Хелльберг — 21′05′′ Александр Скрынник — 38′44′′ | Вратари | Алексей Красиков — 42′45′′ Александр Салак — 16′41′′ | Судьи: Денис Наумов Сергей Кулаков Линейные судьи: Виктор Томилов Яков Палей |
| | Голы:                                                   | |                                                      | Судьи: Денис Наумов Сергей Кулаков Линейные судьи: Виктор Томилов Яков Палей |
| Андрей Костицын (бол.) — 03′28′′ (Кейн, Шаус) Брэндон Йип — 23′35′′ (О'Доннелл, Локхарт) Гилберт Брюле — 34′51′′ (Бек, Дефазио) Артурс Кулда (бол.) — 42′20′′ (Бек, Брюле) Кори Кейн — 43′09′′ (Йип, Шаус) Лукас Лессио — 54′04′′ (Чипчура, Риссанен) Гилберт Брюле — 59′12′′ | 1:0 1:1 1:2 1:3 2:3 3:3 4:3 5:3 5:4 6:4 7:4             | 15′34′′ — Александр Шаров (Тичар) 21′05′′ — Степан Санников (Тичар, Наумов) 21′22′′ — Александр Шаров (Алексеев) Йонас Энлунд — 51′04′′ (Бергстрём, Закриссон) |                                                      | Судьи: Денис Наумов Сергей Кулаков Линейные судьи: Виктор Томилов Яков Палей |
| |                                                         | |                                                      | Судьи: Денис Наумов Сергей Кулаков Линейные судьи: Виктор Томилов Яков Палей |
| |                                                         | |                                                      | Судьи: Денис Наумов Сергей Кулаков Линейные судьи: Виктор Томилов Яков Палей |
| |                                                         | |                                                      | Судьи: Денис Наумов Сергей Кулаков Линейные судьи: Виктор Томилов Яков Палей |
| 6 мин | Штраф                                                   | 10 мин |                                                      | Судьи: Денис Наумов Сергей Кулаков Линейные судьи: Виктор Томилов Яков Палей |
| |                                                         | |                                                      |                                                                              |
| | 42 (20+6+16)                                            | Броски | 35 (6+20+9)                                          |                                                                              |

| 11 января 2018 года 15:30 MSK | Сибирь | 4 : 2 (1:1 0:1 3:0) | Авангард | ЛДС «Сибирь», Новосибирск Зрителей: 7420 |

| Отчёт | Отчёт                 | Отчёт                                                                 | Отчёт         | Отчёт                                                                             |
| --- | --------------------- | --------------------------------------------------------------------- | ------------- | --------------------------------------------------------------------------------- |
| |                       |                                                                       |               |                                                                                   |
| | Алексей Красиков      | Вратари                                                               | Доминик Фурх  | Судьи: Сергей Гусев Алексей Белов Линейные судьи: Сергей Шелянин Дмитрий Головлёв |
| | Голы:                 |                                                                       |               | Судьи: Сергей Гусев Алексей Белов Линейные судьи: Сергей Шелянин Дмитрий Головлёв |
| Андрей Ермаков — 14′50′′ (Закриссон, Энлунд) Николай Демидов — 53′07′′ (Алексеев, Энлунд) Александр Бергстрём (бол.) — 55′19′′ (Закриссон, Энлунд) Александр Шаров — 57′10′′ (Демидов, Санников) | 0:1 :1 1:2 :2 3:2 4:2 | 14′21′′ — Илья Михеев (Кошелев ) 33′19′′ — Антон Ковалев (Самохвалов) |               | Судьи: Сергей Гусев Алексей Белов Линейные судьи: Сергей Шелянин Дмитрий Головлёв |
| |                       |                                                                       |               | Судьи: Сергей Гусев Алексей Белов Линейные судьи: Сергей Шелянин Дмитрий Головлёв |
| |                       |                                                                       |               | Судьи: Сергей Гусев Алексей Белов Линейные судьи: Сергей Шелянин Дмитрий Головлёв |
| |                       |                                                                       |               | Судьи: Сергей Гусев Алексей Белов Линейные судьи: Сергей Шелянин Дмитрий Головлёв |
| 4 мин | Штраф                 | 4 мин                                                                 |               | Судьи: Сергей Гусев Алексей Белов Линейные судьи: Сергей Шелянин Дмитрий Головлёв |
| |                       |                                                                       |               |                                                                                   |
| | 23 (5+6+12)           | Броски                                                                | 45 (17+17+11) |                                                                                   |

| 16 января 2018 года 17:00 MSK | Автомобилист | 1 : 4 (1:2 0:1 0:1) | Сибирь | КРК «Уралец», Екатеринбург Зрителей: 5000 |

| Отчёт                                                   | Отчёт               | Отчёт | Отчёт           | Отчёт                                                                                  |
| ------------------------------------------------------- | ------------------- | --- | --------------- | -------------------------------------------------------------------------------------- |
|                                                         |                     | |                 |                                                                                        |
|                                                         | Якуб Коварж         | Вратари | Александр Салак | Судьи: Сергей Беляев Денис Бондарь Линейные судьи: Александр Захаренков Сергей Шелянин |
|                                                         | Голы:               | |                 | Судьи: Сергей Беляев Денис Бондарь Линейные судьи: Александр Захаренков Сергей Шелянин |
| Александр Торченюк (бол.) — 02′54′′ (Чайковски, Гареев) | 1:0 1:1 1:2 1:3 1:4 | 03′30′′ — Глеб Зырянов (Макаров, Коньков) 06′50′′ (бол.) — Иван Верещагин (Бергстрём, Энлунд) 38′49′′ — Степан Санников 59′27′′ (мень.) — Йонас Энлунд (Закриссон, Макаров) |                 | Судьи: Сергей Беляев Денис Бондарь Линейные судьи: Александр Захаренков Сергей Шелянин |
|                                                         |                     | |                 | Судьи: Сергей Беляев Денис Бондарь Линейные судьи: Александр Захаренков Сергей Шелянин |
|                                                         |                     | |                 | Судьи: Сергей Беляев Денис Бондарь Линейные судьи: Александр Захаренков Сергей Шелянин |
|                                                         |                     | |                 | Судьи: Сергей Беляев Денис Бондарь Линейные судьи: Александр Захаренков Сергей Шелянин |
| 8 мин                                                   | Штраф               | 8 мин |                 | Судьи: Сергей Беляев Денис Бондарь Линейные судьи: Александр Захаренков Сергей Шелянин |
|                                                         |                     | |                 |                                                                                        |
|                                                         | 25 (5+11+9)         | Броски | 28 (11+10+7)    |                                                                                        |

| 18 января 2018 года 18:00 MSK | Лада | 0 : 1 (0:0 0:0 0:1) | Сибирь | «Лада-Арена», Тольятти Зрителей: 5455 |

| Отчёт  | Отчёт             | Отчёт                                        | Отчёт           | Отчёт                                                                             |
| ------ | ----------------- | -------------------------------------------- | --------------- | --------------------------------------------------------------------------------- |
|        |                   |                                              |                 |                                                                                   |
|        | Александр Лазушин | Вратари                                      | Александр Салак | Судьи: Виктор Бирин Антон Кислов Линейные судьи: Александр Отмахов Даниил Захаров |
|        | Голы:             |                                              |                 | Судьи: Виктор Бирин Антон Кислов Линейные судьи: Александр Отмахов Даниил Захаров |
|        | 0:1               | 57′02′′ (бол.) — Патрик Закриссон (Алексеев) |                 | Судьи: Виктор Бирин Антон Кислов Линейные судьи: Александр Отмахов Даниил Захаров |
|        |                   |                                              |                 | Судьи: Виктор Бирин Антон Кислов Линейные судьи: Александр Отмахов Даниил Захаров |
|        |                   |                                              |                 | Судьи: Виктор Бирин Антон Кислов Линейные судьи: Александр Отмахов Даниил Захаров |
|        |                   |                                              |                 | Судьи: Виктор Бирин Антон Кислов Линейные судьи: Александр Отмахов Даниил Захаров |
| 39 мин | Штраф             | 8 мин                                        |                 | Судьи: Виктор Бирин Антон Кислов Линейные судьи: Александр Отмахов Даниил Захаров |
|        |                   |                                              |                 |                                                                                   |
|        | 22 (7+6+9)        | Броски                                       | 21 (5+9+7)      |                                                                                   |

| 21 января 2018 года 13:30 MSK | Сибирь | 3 : 0 (2:0 1:0 0:0) | Автомобилист | ЛДС «Сибирь», Новосибирск Зрителей: 7420 |

| Отчёт | Отчёт            | Отчёт   | Отчёт              | Отчёт                                                                                 |
| --- | ---------------- | ------- | ------------------ | ------------------------------------------------------------------------------------- |
| |                  |         |                    |                                                                                       |
| | Алексей Красиков | Вратари | Владимир Сохатский | Судьи: Роман Гофман Алексей Раводин Линейные судьи: Иван Сазонов Александр Садовников |
| | Голы:            |         |                    | Судьи: Роман Гофман Алексей Раводин Линейные судьи: Иван Сазонов Александр Садовников |
| Владимир Первушин — 04′12′′ (Сигарёв, Игнатович) Иван Верещагин — 09′18′′ (Бергстрём) Йонас Энлунд — 20′28′′ (Закриссон, Бергстрём) | 1:0 2:0 3:0      |         |                    | Судьи: Роман Гофман Алексей Раводин Линейные судьи: Иван Сазонов Александр Садовников |
| |                  |         |                    | Судьи: Роман Гофман Алексей Раводин Линейные судьи: Иван Сазонов Александр Садовников |
| |                  |         |                    | Судьи: Роман Гофман Алексей Раводин Линейные судьи: Иван Сазонов Александр Садовников |
| |                  |         |                    | Судьи: Роман Гофман Алексей Раводин Линейные судьи: Иван Сазонов Александр Садовников |
| 10 мин | Штраф            | 10 мин  |                    | Судьи: Роман Гофман Алексей Раводин Линейные судьи: Иван Сазонов Александр Садовников |
| |                  |         |                    |                                                                                       |
| | 22 (9+7+6)       | Броски  | 18 (3+8+7)         |                                                                                       |

| 23 января 2018 года 15:30 MSK | Сибирь | 2 : 0 (0:0 0:0 2:0) | Лада | ЛДС «Сибирь», Новосибирск Зрителей: 7420 |

| Отчёт | Отчёт            | Отчёт   | Отчёт           | Отчёт                                                                                         |
| --- | ---------------- | ------- | --------------- | --------------------------------------------------------------------------------------------- |
| |                  |         |                 |                                                                                               |
| | Алексей Красиков | Вратари | Антон Красоткин | Судьи: Александр Сергеев Антон Лаврентьев Линейные судьи: Александр Садовников Никита Вилюгин |
| | Голы:            |         |                 | Судьи: Александр Сергеев Антон Лаврентьев Линейные судьи: Александр Садовников Никита Вилюгин |
| Александр Шаров (бол.) — 52′47′′ (Основин, Ермаков) Александр Шаров (бол.) — 58′26′′ (Основин, Санников) | 1:0 2:0          |         |                 | Судьи: Александр Сергеев Антон Лаврентьев Линейные судьи: Александр Садовников Никита Вилюгин |
| |                  |         |                 | Судьи: Александр Сергеев Антон Лаврентьев Линейные судьи: Александр Садовников Никита Вилюгин |
| |                  |         |                 | Судьи: Александр Сергеев Антон Лаврентьев Линейные судьи: Александр Садовников Никита Вилюгин |
| |                  |         |                 | Судьи: Александр Сергеев Антон Лаврентьев Линейные судьи: Александр Садовников Никита Вилюгин |
| 6 мин | Штраф            | 35 мин  |                 | Судьи: Александр Сергеев Антон Лаврентьев Линейные судьи: Александр Садовников Никита Вилюгин |
| |                  |         |                 |                                                                                               |
| | 32 (18+7+7)      | Броски  | 21 (3+8+10)     |                                                                                               |

#### Февраль — март
| 27 февраля 2018 года 16:00 MSK | Авангард | 1 : 2 Б (0:0, 1:1, 0:0, 0:0, 0:1) | Сибирь | «Арена Омск», Омск Зрителей: 10 280 |

| Отчёт                                                          | Отчёт          | Отчёт                                                                                      | Отчёт           | Отчёт                                                                              |
| -------------------------------------------------------------- | -------------- | ------------------------------------------------------------------------------------------ | --------------- | ---------------------------------------------------------------------------------- |
|                                                                |                |                                                                                            |                 |                                                                                    |
|                                                                | Олег Шилин     | Вратари                                                                                    | Александр Салак | Судьи: Эдуард Одиньш Максим Сидоренко Линейные судьи: Дмитрий Шишло Никита Шалагин |
|                                                                | Голы:          |                                                                                            |                 | Судьи: Эдуард Одиньш Максим Сидоренко Линейные судьи: Дмитрий Шишло Никита Шалагин |
| Егор Мартынов — 32′28′′ (Чудинов, Семёнов)                     | 0:1 :1 1:2     | 31′28′′ — Степан Санников (Закриссон, Бергстрём) 65′00′′ — Александр Бергстрём (поб. бул.) |                 | Судьи: Эдуард Одиньш Максим Сидоренко Линейные судьи: Дмитрий Шишло Никита Шалагин |
|                                                                | Буллиты:       |                                                                                            |                 | Судьи: Эдуард Одиньш Максим Сидоренко Линейные судьи: Дмитрий Шишло Никита Шалагин |
| Дмитрий Кугрышев Кирилл Семёнов Семён Кошелев Николай Лемтюгов |                | Сергей Коньков Патрик Закриссон Александр Бергстрём Александр Шаров                        |                 | Судьи: Эдуард Одиньш Максим Сидоренко Линейные судьи: Дмитрий Шишло Никита Шалагин |
|                                                                |                |                                                                                            |                 | Судьи: Эдуард Одиньш Максим Сидоренко Линейные судьи: Дмитрий Шишло Никита Шалагин |
| 12 мин                                                         | Штраф          | 14 мин                                                                                     |                 | Судьи: Эдуард Одиньш Максим Сидоренко Линейные судьи: Дмитрий Шишло Никита Шалагин |
|                                                                |                |                                                                                            |                 |                                                                                    |
|                                                                | 42 (15+15+7+5) | Броски                                                                                     | 27 (10+7+6+4)   |                                                                                    |

| 1 марта 2018 года 15:30 MSK | Сибирь | 1 : 4 (0:2 1:0 0:2) | Трактор | ЛДС «Сибирь», Новосибирск Зрителей: 7420 |

| Отчёт                                          | Отчёт                                               | Отчёт | Отчёт          | Отчёт                                                                                     |
| ---------------------------------------------- | --------------------------------------------------- | --- | -------------- | ----------------------------------------------------------------------------------------- |
|                                                |                                                     | |                |                                                                                           |
|                                                | Александр Салак — 56′24′′ Алексей Красиков — 0′05′′ | Вратари | Павел Францоуз | Судьи: Денис Наумов Константин Оленин Линейные судьи: Александр Захаренков Никита Новиков |
|                                                | Голы:                                               | |                | Судьи: Денис Наумов Константин Оленин Линейные судьи: Александр Захаренков Никита Новиков |
| Рок Тичар (бол.) — 23′29′′ (Сигарёв, Первушин) | 0:1 0:2 1:2 1:3 1:4                                 | 02′49′′ — Алексей Кручинин (Полыгалов) 07′04′′ —Виталий Кравцов (Ю.Петров, Черников) 44′39′′ — Пол Щехура (Виделль) 59′59′′ — Артём Пеньковский (Ю.Петров, А.Петров) |                | Судьи: Денис Наумов Константин Оленин Линейные судьи: Александр Захаренков Никита Новиков |
|                                                |                                                     | |                | Судьи: Денис Наумов Константин Оленин Линейные судьи: Александр Захаренков Никита Новиков |
|                                                |                                                     | |                | Судьи: Денис Наумов Константин Оленин Линейные судьи: Александр Захаренков Никита Новиков |
|                                                |                                                     | |                | Судьи: Денис Наумов Константин Оленин Линейные судьи: Александр Захаренков Никита Новиков |
| 4 мин                                          | Штраф                                               | 4 мин |                | Судьи: Денис Наумов Константин Оленин Линейные судьи: Александр Захаренков Никита Новиков |
|                                                |                                                     | |                |                                                                                           |
|                                                | 36 (9+12+15)                                        | Броски | 27 (9+13+5)    |                                                                                           |

### Турнирное положение команд
| Восточная конференция |               |           |    |    |    |    |    |    |    |         |     |     |
| M                     | Команда       | Дивизион  | И  | В  | ВО | ВБ | ПБ | ПО | П  | Ш       | ± Ш | О   |
| 1                     | Ак Барс       | Харламова | 56 | 30 | 2  | 0  | 3  | 3  | 18 | 158-126 | +32 | 100 |
| 2                     | Салават Юлаев | Чернышёва | 56 | 26 | 4  | 1  | 3  | 2  | 20 | 151-139 | +12 | 93  |
| 3                     | Трактор       | Харламова | 56 | 26 | 2  | 5  | 2  | 2  | 19 | 129-121 | +8  | 96  |
| 4                     | Автомобилист  | Харламова | 56 | 25 | 2  | 4  | 4  | 4  | 17 | 165-137 | +28 | 95  |
| 5                     | Металлург Мг  | Харламова | 56 | 24 | 3  | 5  | 2  | 5  | 17 | 150-135 | +15 | 95  |
| 6                     | Нефтехимик    | Харламова | 56 | 27 | 2  | 1  | 4  | 3  | 19 | 135-135 | 0   | 94  |
| 7                     | Авангард      | Чернышёва | 56 | 22 | 4  | 3  | 2  | 6  | 19 | 146-116 | +30 | 88  |
| 8                     | Амур          | Чернышёва | 56 | 21 | 8  | 0  | 7  | 2  | 18 | 132-141 | -9  | 88  |
|                       |               |           |    |    |    |    |    |    |    |         |     |     |
| 9                     | Сибирь        | Чернышёва | 56 | 23 | 5  | 3  | 1  | 1  | 23 | 136-135 | +1  | 87  |
| 10                    | Барыс         | Чернышёва | 56 | 19 | 5  | 0  | 4  | 3  | 25 | 148-164 | -16 | 74  |
| 11                    | Адмирал       | Чернышёва | 56 | 16 | 1  | 4  | 1  | 4  | 30 | 120-145 | -25 | 63  |
| 12                    | Куньлунь РС   | Чернышёва | 56 | 15 | 3  | 1  | 5  | 3  | 29 | 103-146 | -43 | 61  |
| 13                    | Лада          | Харламова | 56 | 12 | 3  | 1  | 3  | 3  | 34 | 105-149 | -44 | 50  |
| 14                    | Югра          | Харламова | 56 | 7  | 4  | 6  | 0  | 7  | 32 | 93-167  | -74 | 48  |

## Индивидуальная статистика

### Время на поле
Легенда:
 Дисквалифицирован (пропускал матч)
 Травмирован / Болел
 Вызван в сборную
 Не заявлен / Отзаявлен
• — В заявке на матч

БС — Вратарь участвовал только в буллитной серии 

Знаком * отмечены игроки, проводившие игры за афиллированные клубы в МХЛ и ВХЛ
| Вр  | Александр Салак     | 60 | 60 | 60 | 60 | 59 | 57 | 60 | 63 | 60 | 60 | •  | 60 | 60 | 63 | 60 | 60 | 63 | •  | 60 | 26 | 55 | 20 |    | 40 |    | •  | •  | 20 | 22 | 1173 |
| Вр  | Алексей Красиков    | •  | •  | •  | •  | •  | •  | •  |    | •  |    | 60 | •  |    |    |    | •  |    | 60 |    | 33 |    | 40 | 65 | 20 | 65 | 60 | 60 | 40 | 10 | 508  |
| Вр  | Эдуард Рейзвих      |    |    |    |    |    |    |    | •  |    | •  |    |    | •  | •  | •  |    | •  |    | •  |    | 5  |    | •  |    | •  |    |    |    | 1  | 5    |
| Защ | Илья Морозов*       | •  |    |    |    |    |    |    |    |    |    |    |    |    |    |    |    |    |    |    |    |    |    |    |    |    |    | •  |    | 0  |      |
| Защ | Кирилл Воробьев     | 20 | 20 | 22 | 19 | 19 | 21 | 19 | 26 | 18 | 20 | 16 | 16 | 15 | 15 | 17 | 19 | 20 | 14 | 17 |    | 2  | 19 | 18 | 18 | 20 | 18 |    | 16 | 26 | 18   |
| Защ | Николай Демидов*    | 19 |    | 13 |    |    |    |    |    | 11 | 19 | 16 | 17 | 18 | 16 | 19 | 16 | 19 | 20 | 20 | 18 | 20 | 21 | 20 | 20 | 21 | 16 | 19 | 17 | 22 | 18   |
| Защ | Адам Полашек        | 17 | 18 | 17 | 19 | 18 | 19 | 20 |    | 17 |    | 19 |    |    |    |    | 19 | 18 |    |    |    |    |    |    |    |    |    |    |    | 11 | 18   |
| Защ | Константин Алексеев | 18 | 19 | 17 | 20 | 15 | 19 | 20 | 21 | 21 | 22 | 19 | 21 | 21 | 23 | 22 | 18 | 20 | 20 | 22 | 17 |    | 21 | 20 | 20 | 22 | 19 | 20 | 17 | 27 | 20   |
| Защ | Максим Игнатович    | 19 | 19 | 22 | 21 | 12 | 18 | 20 | 23 | 19 | 19 | 20 | 18 | 19 | 21 | 16 | 19 |    | 18 | 19 | 15 | 16 | 2  | 15 | 17 | 15 |    |    |    | 24 | 18   |
| Защ | Александр Макаров   |    |    |    |    |    |    |    |    |    |    |    | 16 | 14 | 13 | 14 |    |    |    |    |    |    |    |    |    |    |    |    |    | 4  | 14   |
| Защ | Дмитрий Лукин       |    |    |    |    |    |    | 14 | 17 |    | 7  |    |    |    |    |    |    | 14 | 16 | 14 |    |    |    | 14 | 12 | 14 | 13 | 17 | 10 | 12 | 13   |
| Защ | Иван Верещагин      | 20 | 19 | 20 | 18 | 20 | 15 | 19 | 7  | 19 | 24 | 20 | 21 | 21 | 20 | 19 | 21 | 21 | 20 | 14 | 23 | 22 | 20 |    |    |    | 20 | 20 | 16 | 25 | 19   |
| Защ | Андрей Ермаков      |    |    |    |    |    |    |    |    |    |    |    |    |    |    |    |    |    |    |    | 16 | 19 | 17 | 20 | 18 | 20 | 17 | 21 | 20 | 9  | 19   |
| Защ | Федор Беляков       |    | 14 |    | 8  | 16 | 20 |    | 16 |    |    |    |    |    |    |    |    |    |    |    | 14 | 15 |    |    |    |    |    |    |    | 7  | 15   |
| Защ | Владислав Наумов    | 10 | 13 | 13 | 17 | 19 | 12 | 13 | 17 | 15 | 13 | 13 | 12 | 16 | 16 | 14 | 11 | 13 | 16 | 15 | 20 | 14 | 20 | 17 | 15 | •  | 19 | 16 | 18 | 27 | 16   |
| Нап | Артём Артёмов*      |    |    |    |    | 7  | 11 |    | 8  |    |    |    |    |    |    |    |    |    |    |    |    |    |    |    |    | 7  | 9  |    | 11 | 6  | 9    |
| Нап | Павел Ткаченко*     | 10 | 10 | 11 | 9  |    |    | 11 |    | 7  | 11 | 13 | 7  | 9  | 10 | 11 | 4  | 6  | 9  | 8  | 4  | 9  | 9  | 8  | 9  |    |    | 2  |    | 22 | 9    |
| Нап | Семён Иванов*       |    |    |    |    |    |    |    |    |    |    |    |    |    |    |    |    |    |    |    |    |    |    |    |    |    |    |    |    |    |      |
| Нап | Алексей Сопин       | 16 |    |    | 13 |    |    |    | 15 | 16 | 9  |    | 11 |    |    | 11 |    |    |    |    |    |    |    |    |    |    | 12 | 12 |    | 9  | 13   |
| Нап | Вячеслав Основин    | 13 |    | 13 | 14 |    | 14 | 12 | 11 | 14 | 15 | 14 | 17 | 16 | 18 | 16 | 15 | 16 | 15 | 18 | 16 | 19 | 16 | 18 | 17 | 20 | 17 | 19 | 15 | 26 | 16   |
| Нап | Патрик Закриссон    | 19 | 20 | 19 | 15 | 17 | 18 | 16 | 18 | 18 | 19 | 19 | 19 | 17 | 19 | 20 | 20 | 19 | 19 | 19 | 23 | 19 | 19 | 21 | 18 | 20 | 21 | 16 | 19 | 28 | 19   |
| Нап | Александр Бергстрём | 15 | 15 | 14 | 12 | 14 | 15 | 17 | 16 | 16 | 14 | 16 | 14 | 14 | 19 | 18 | 18 | 15 | 16 |    | 21 | 17 | 18 | 21 | 19 | 19 | 18 | 16 | 17 | 27 | 17   |
| Нап | Йонас Энлунд        | 16 | 16 | 18 | 17 | 17 | 18 | 17 | 19 | 17 | 17 | 17 | 16 | 19 | 18 | 16 | 18 | 20 | 14 | 18 | 12 | 16 | 18 | 17 | 14 |    | 14 | 20 | 20 | 27 | 17   |
| Нап | Глеб Зырянов        | 13 | 13 |    | 16 | 10 | 14 |    | 12 |    | 15 | 13 |    | 4  |    |    |    |    |    |    | 11 | 14 | 11 | 10 |    |    |    | 10 | 13 | 15 | 12   |
| Нап | Симон Энеруд        |    |    |    |    |    |    |    |    |    |    |    |    |    |    |    |    |    | 18 | 17 | 15 | 17 | 16 | 17 | 15 | 12 |    |    |    | 8  | 16   |
| Нап | Евгений Бодров      |    |    |    |    |    |    |    |    |    |    |    |    |    |    |    |    |    |    |    |    |    |    |    |    | 23 | 17 | 20 | 18 | 4  | 20   |
| Нап | Андрей Сигарёв      | 15 | 17 | 15 | 13 | 15 | 17 | 15 | 14 | 16 | 14 | 14 | 17 | 14 | 17 | 17 | 4  | 14 | 13 | 16 | 16 |    | 18 | 17 | 16 | 14 | 18 | 15 | 17 | 27 | 15   |
| Нап | Степан Санников     | 17 | 18 | 19 | 18 | 18 | 18 | 17 | 20 | 16 |    |    | 19 | 18 | 18 | 16 | 18 | 18 | 18 | 19 | 19 |    | 17 | 18 | 19 | 7  |    |    | 16 | 23 | 17   |
| Нап | Владимир Первушин   |    |    | 13 | 16 | 18 | 12 | 13 |    | 11 | 13 | 15 | 10 | 17 | 13 | 14 | 14 | 16 | 12 | 13 | 11 | 15 | 15 | 15 | 10 | 13 | 11 | 9  |    | 24 | 13   |
| Нап | Сергей Барбашев     |    |    |    |    | 15 | 13 |    | 9  |    |    | 12 |    |    | 13 |    |    |    |    |    |    | 11 |    |    |    |    |    |    |    | 6  | 12   |
| Нап | Алексей Яковлев*    |    | 11 | 12 |    |    |    | 14 |    |    |    |    |    |    |    |    |    |    |    |    |    |    |    |    | 10 |    |    |    |    | 4  | 12   |
| Нап | Сергей Коньков      | 16 | 16 | 13 | 17 | 16 | 18 | 16 | 20 | 19 | 16 | 17 | 14 | 17 | 16 | 17 | 22 | 13 | 16 | 15 | 14 | 14 | 15 | 13 | 12 | 18 | 14 | 17 | 16 | 28 | 16   |
| Нап | Игорь Левицкий      | 14 | 13 | 12 |    |    |    | 12 |    | 12 |    |    |    |    |    |    | 15 | 9  | 8  | 8  |    |    |    |    |    | 12 | 14 | 18 | 16 | 13 | 12   |
| Нап | Александр Шаров     | 16 | 13 | 14 | 19 | 20 | 14 | 18 | 20 | 15 | 18 | 16 | 19 | 19 | 17 | 17 | 17 | 20 | 16 | 17 | 16 | 17 | 15 | 14 | 16 | 20 | 13 | 13 | 12 | 28 | 16   |
| Нап | Денис Горбунов      |    |    |    |    |    |    |    |    |    |    |    |    | 9  | 10 |    | 5  | 9  |    | 8  |    | 10 |    |    |    |    |    |    |    | 6  | 9    |
| Нап | Игнат Земченко      |    | 15 |    |    | 10 |    |    |    |    | 9  | 11 | 10 |    |    | 11 |    |    |    |    |    |    |    |    |    |    |    |    |    | 6  | 11   |

| Вр  | Александр Салак     | 60 | 12 | •  | •  | •  | 26 | 60 |    | 59 | 28 |    | 65 | 60 | 60 | 59 | •  | •  |    | •  | •  | 17 | •  | 60 | 60 | •  | •  | 65 | 57 | 39 | 1925 |
| Вр  | Алексей Красиков    | •  | 48 | 65 | 59 | 60 | 35 | 1  | 60 | •  | 33 | 59 | •  | •  | •  | •  | 60 | 60 | 60 | 65 | 62 | 43 | 60 | •  | •  | 60 | 60 | •  | 1  | 30 | 1446 |
| Вр  | Эдуард Рейзвих      |    |    |    |    |    |    |    |    |    |    | •  |    |    |    |    |    |    | •  |    |    |    |    |    |    |    |    |    |    | 1  | 5    |
| Защ | Илья Морозов*       |    | 10 | 14 | 15 | 9  | 4  | 4  | 3  | 11 | 14 | 13 | 16 | 16 | 16 | 17 | 16 | 17 | 16 | 16 | 11 | 16 |    | 17 | 21 | 19 | 18 | 19 | 22 | 25 | 14   |
| Защ | Кирилл Воробьев     | 20 | 19 | 15 | 18 | 14 | 17 | 16 | 17 | 20 | 19 | 14 |    |    |    |    |    |    | 15 | 15 | 17 |    |    |    |    | 15 | 12 |    |    | 43 | 18   |
| Защ | Николай Демидов     | 18 | 17 | 19 | 20 | 14 | 4  | 14 | 19 | 19 | 21 | 19 | 18 | 14 | 15 | 11 | 15 | 15 | 12 | 15 | 15 | 15 | 17 | 14 | 16 | 16 | 17 | 16 | 13 | 50 | 17   |
| Защ | Константин Алексеев | 11 | 18 | 19 | 21 | 17 | 21 | 18 | 14 |    |    |    | 13 | 14 | 12 | 12 | 17 | 23 | 16 | 16 | 17 | 17 | 19 | 23 | 20 | 20 | 22 | 22 | 23 | 52 | 19   |
| Защ | Максим Игнатович    |    |    |    |    | 13 | 20 | 19 | 18 | 7  | 11 | 15 | 17 | 17 | 16 | 18 | 16 | 16 | 16 | 16 | 15 | 16 | 21 | 17 | 16 | 16 | 17 | 15 | 12 | 48 | 17   |
| Защ | Александр Макаров   |    | 14 | 10 |    |    |    |    |    |    | 6  |    |    |    |    |    | 10 | 12 | 15 | 15 | 12 |    | 15 | 16 | 12 |    |    | 12 | 15 | 17 | 13   |
| Защ | Дмитрий Лукин       | 14 | 17 | 12 | 12 |    |    |    | 12 | 9  |    | 8  | 13 | 13 | 15 | 14 | 11 | 1  |    |    |    |    |    |    |    |    |    |    |    | 25 | 12   |
| Защ | Иван Верещагин      | 22 |    |    |    | 19 | 20 | 18 | 21 | 19 | 18 | 21 | 19 | 14 | 17 | 16 | 20 | 20 | 17 | 18 | 18 | 18 | 17 | 19 | 18 | 18 | 20 | 18 | 18 | 50 | 19   |
| Защ | Андрей Ермаков      | 19 | 22 | 19 | 18 | 17 | 18 | 16 |    |    | 15 | 16 | 16 | 17 | 17 | 14 | 18 | 17 | 16 | 16 | 18 | 19 | 19 | 18 | 19 | 19 | 16 | 23 | 19 | 36 | 18   |
| Защ | Владислав Наумов    | 13 |    | 13 | 13 | 17 | 19 | 18 | 18 | 19 | 19 | 17 | 17 | 16 | 16 | 18 |    |    |    |    |    | 17 | 13 |    |    |    |    |    |    | 43 | 16   |
| Нап | Артём Артёмов*      | 7  | •  | 10 |    | 10 | 8  |    |    |    |    |    |    |    |    |    | 11 | 7  |    |    |    | 6  |    |    | •  |    |    | •  | •  | 13 | 9    |
| Нап | Семён Иванов*       |    |    |    |    |    |    |    |    |    |    | 9  | 10 | 15 | 10 | 8  |    |    |    |    |    | 6  |    |    |    |    |    |    |    | 6  | 10   |
| Нап | Павел Ткаченко*     |    |    |    | 1  |    |    | 12 | 10 | 5  | 4  | 7  | 11 | 15 | 10 | 7  |    |    | 11 | 11 | 11 |    | 10 | •  |    | •  | •  |    |    | 36 | 9    |
| Нап | Алексей Сопин       |    |    |    |    |    |    |    |    |    |    |    |    |    |    |    |    |    |    |    |    |    |    |    |    |    |    |    |    | 9  | 13   |
| Нап | Вячеслав Основин    | 15 | 16 | 15 | 15 | 18 | 17 | 15 | 15 | 17 | 15 | 20 | 12 | 12 | 12 | 14 | 12 | 10 | 14 | 16 | 14 |    | 14 | 16 | 16 | 14 | 16 | 20 | 18 | 53 | 15   |
| Нап | Патрик Закриссон    | 18 | 19 | 19 | 21 | 19 | 21 | 19 | 18 | 19 | 18 | 20 | 23 | 16 | 17 | 20 | 19 | 19 | 18 | 19 | 18 | 18 | 19 | 18 | 17 | 16 | 18 | 19 | 20 | 56 | 19   |
| Нап | Александр Бергстрём | 17 | 17 | 17 | 15 | 17 | 16 | 17 | 15 | 18 | 17 | 19 | 19 | 14 | 16 | 16 | 18 | 16 | 16 | 17 | 16 | 17 | 16 | 16 | 17 | 16 | 17 | 18 | 18 | 55 | 17   |
| Нап | Йонас Энлунд        | 17 | 18 | 18 | 17 | 15 | 18 | 15 | 16 | 19 | 19 | 20 | 19 | 17 | 16 | 19 | 19 | 19 | 17 | 18 | 17 | 19 | 18 | 18 | 15 | 15 | 17 | 19 | 19 | 55 | 17   |
| Нап | Глеб Зырянов        |    | 13 |    |    |    |    |    |    |    |    | 9  |    |    |    |    | 12 | 12 | 14 | 15 | 14 |    | 11 | 14 | 14 | 14 | 11 | 10 | 15 | 29 | 12   |
| Нап | Евгений Бодров      | 19 | 18 | 19 | 17 | 17 | 4  |    |    |    |    |    |    |    |    |    |    |    | 17 | 16 | 15 | 14 | 16 | 13 | 13 | 14 | 12 | 11 | 16 | 21 | 16   |
| Нап | Рок Тичар           |    |    |    |    |    |    |    |    |    |    |    |    |    | 16 | 15 | 15 | 19 | 15 | 13 | 16 | 19 | 15 | 14 | 14 | 14 | 15 | 13 | 11 | 15 | 15   |
| Нап | Андрей Сигарёв      | 16 | 17 | 16 | 15 | 17 | 17 | 17 | 16 | 17 | 18 | 20 | 18 | 15 | 16 | 7  |    |    |    |    |    |    |    | 13 | 13 | 12 | 14 | 11 | 9  | 48 | 15   |
| Нап | Степан Санников     | 17 | 14 | 22 | 18 | 14 | 19 | 18 | 18 | 20 | 20 |    | 20 | 17 | 17 | 18 | 16 | 18 | 16 | 19 | 17 | 17 | 19 | 17 | 16 | 17 | 18 | 19 | 18 | 50 | 18   |
| Нап | Владимир Первушин   | 10 | 12 | 9  | 13 | 10 | 10 | 11 | 13 | 6  | 12 | 13 | 15 | 13 | 14 | 19 | 15 | 13 | 12 | 12 | 15 | 15 | 14 | 12 | 12 | 11 | 13 | 13 | 8  | 52 | 13   |
| Нап | Алексей Яковлев*    |    |    |    |    |    |    |    |    |    |    |    |    |    |    |    |    |    |    |    |    |    |    |    |    |    |    |    |    | 4  | 12   |
| Нап | Сергей Барбашев     |    |    |    |    |    |    |    |    |    |    |    |    |    |    |    |    |    |    |    |    |    |    |    |    |    |    |    |    | 6  | 12   |
| Нап | Сергей Коньков      | 11 | 10 | 11 | 10 | 11 | 17 | 15 | 19 | 18 | 17 | 21 | 15 | 18 | 16 | 19 | 14 | 11 | 14 | 13 | 16 | 8  | 12 | 12 | 14 | 12 | 12 | 11 | 17 | 56 | 15   |
| Нап | Игорь Левицкий      | 13 | 17 | 18 | 14 | 17 | 16 | 14 | 14 | 17 | 11 |    | 12 | 13 |    |    | 15 | 17 |    |    |    | 11 |    |    |    |    |    |    |    | 28 | 14   |
| Нап | Александр Шаров     | 16 | 15 | 19 | 15 | 18 | 18 | 14 | 14 | 18 | 18 | 17 | 17 | 18 | 15 | 17 | 15 | 13 | 16 | 18 | 18 | 19 | 18 | 16 | 17 | 18 | 17 | 20 | 19 | 56 | 17   |
| Нап | Симон Энеруд        |    |    |    |    |    |    |    |    |    |    |    |    |    |    |    |    |    |    |    |    |    |    |    |    |    |    |    |    | 8  | 16   |
| Нап | Денис Горбунов      |    |    |    | 7  |    |    | 11 | 10 | 5  | 5  | 10 |    |    |    |    |    |    |    |    |    |    |    |    |    |    |    |    |    | 12 | 8    |

### Штрафы
| Защ | Максим Игнатович    |    | 2  |    | 2  |    |   | 2 |   | 2  | 6  |    | 6  | 2  | 2 |   | 2  |    |    |    |    | 6  |    |    |    | 25 |   |   |    | 57 |
| Нап | Андрей Сигарёв      | 2  |    |    | 2  |    |   |   |   |    |    | 12 |    |    | 2 |   |    | 2  | 14 |    |    |    |    | 2  | 6  |    |   |   |    | 42 |
| Нап | Степан Санников     |    |    |    |    | 2  |   |   |   | 4  |    |    |    |    |   |   | 2  |    |    |    |    |    |    | 2  |    | 25 |   |   |    | 35 |
| Защ | Кирилл Воробьев     |    |    | 2  |    |    | 2 |   |   | 2  | 2  | 2  |    | 2  |   |   |    |    |    |    |    |    | 8  |    |    | 4  |   |   |    | 24 |
| Нап | Вячеслав Основин    | 2  |    |    |    |    |   |   | 2 |    |    |    |    |    |   |   |    |    |    | 2  |    |    | 2  | 2  | 2  |    |   |   | 12 | 24 |
| Защ | Николай Демидов     |    |    | 4  |    |    |   |   |   | 2  |    |    |    | 5  |   |   | 2  | 2  |    | 2  |    |    |    |    | 2  |    | 2 |   |    | 21 |
| Защ | Владислав Наумов    |    | 2  |    | 2  |    |   |   |   |    | 4  |    | 2  |    |   | 2 |    | 4  | 2  |    |    |    |    |    |    |    |   |   |    | 18 |
| Нап | Глеб Зырянов        | 4  |    |    |    | 10 |   |   |   |    | 2  |    |    |    |   |   |    |    |    |    | 2  |    |    |    |    |    |   |   |    | 18 |
| Нап | Сергей Коньков      |    |    | 2  |    |    |   |   | 2 |    | 2  | 2  | 2  |    |   |   |    | 2  | 2  |    |    |    |    | 2  |    |    |   |   |    | 16 |
| Защ | Андрей Ермаков      |    |    |    |    |    |   |   |   |    |    |    |    |    |   |   |    |    |    |    |    |    | 12 | 2  |    | 2  |   |   |    | 16 |
|     | Командный штраф     |    |    |    |    |    |   |   |   |    | 2  | 2  |    |    |   | 4 | 2  | 2  | 2  |    |    |    |    |    |    | 2  |   |   |    | 16 |
| Нап | Йонас Энлунд        | 2  |    |    |    |    |   |   |   |    |    |    |    |    |   |   |    |    |    | 2  | 6  | 2  |    |    |    |    |   |   |    | 12 |
| Защ | Адам Полашек        |    | 2  |    |    | 4  |   | 2 |   | 2  |    |    |    |    |   |   |    |    |    |    |    |    |    |    |    |    |   |   |    | 10 |
| Нап | Александр Бергстрём |    | 2  | 2  | 2  |    |   | 2 |   |    |    |    |    |    |   |   |    |    |    |    | 2  |    |    |    |    |    |   |   |    | 10 |
| Нап | Патрик Закриссон    |    |    |    |    | 2  |   |   |   |    |    |    |    |    |   |   |    |    |    |    |    | 2  |    |    |    | 4  | 2 |   |    | 10 |
| Нап | Владимир Первушин   |    |    |    |    |    |   |   |   |    |    |    |    |    |   |   | 2  |    | 2  | 2  |    | 2  |    |    |    |    |   | 2 |    | 10 |
| Защ | Константин Алексеев |    |    |    |    | 2  | 2 |   | 2 |    |    |    |    |    |   |   |    |    |    |    |    |    |    |    |    |    | 2 |   |    | 8  |
| Защ | Дмитрий Лукин       |    |    |    |    |    |   |   |   |    | 2  |    |    |    |   |   |    |    |    |    |    |    |    |    |    | 4  |   | 2 |    | 8  |
| Защ | Иван Верещагин      |    |    |    |    |    |   |   |   |    |    |    |    | 2  |   |   |    |    |    |    |    |    |    |    |    |    |   | 2 | 4  | 8  |
| Нап | Александр Шаров     |    |    |    |    |    |   |   |   |    |    |    |    |    |   |   | 4  |    |    | 2  |    |    |    |    |    |    |   |   |    | 6  |
| Нап | Игорь Левицкий      |    | 2  | 2  |    |    |   |   |   |    |    |    |    |    |   |   |    |    |    |    |    |    |    |    |    |    |   |   |    | 4  |
| Защ | Адам Полашек        |    |    |    | 2  |    | 2 |   |   |    |    |    |    |    |   |   |    |    |    |    |    |    |    |    |    |    |   |   |    | 4  |
| Нап | Алексей Сопин       |    |    |    |    |    |   |   |   |    |    |    | 4  |    |   |   |    |    |    |    |    |    |    |    |    |    |   |   |    | 4  |
| Защ | Александр Макаров   |    |    |    |    |    |   |   |   |    |    |    | 2  | 2  |   |   |    |    |    |    |    |    |    |    |    |    |   |   |    | 4  |
| Защ | Федор Беляков       |    |    |    |    |    |   |   |   |    |    |    |    |    |   |   |    |    |    |    |    | 4  |    |    |    |    |   |   |    | 4  |
| Вр  | Александр Салак     | 2  |    |    |    |    |   |   |   |    |    |    |    |    |   |   |    |    |    |    |    |    |    |    |    |    |   |   |    | 2  |
| Нап | Артём Артёмов       |    |    |    |    |    |   |   | 2 |    |    |    |    |    |   |   |    |    |    |    |    |    |    |    |    |    |   |   |    | 2  |
| Нап | Сергей Барбашев     |    |    |    |    |    |   |   |   |    |    |    |    |    | 2 |   |    |    |    |    |    |    |    |    |    |    |   |   |    | 2  |
| Нап | Денис Горбунов      |    |    |    |    |    |   |   |   |    |    |    |    |    |   |   |    | 2  |    |    |    |    |    |    |    |    |   |   |    | 2  |
| Нап | Симон Энеруд        |    |    |    |    |    |   |   |   |    |    |    |    |    |   |   |    |    |    |    |    | 2  |    |    |    |    |   |   |    | 2  |
| Нап | Павел Ткаченко      |    |    |    |    |    |   |   |   |    |    |    |    |    |   |   |    |    |    |    |    |    |    |    | 2  |    |   |   |    | 2  |
| Нап | Евгений Бодров      |    |    |    |    |    |   |   |   |    |    |    |    |    |   |   |    |    |    |    |    |    |    |    |    |    | 2 |   |    | 2  |
|     | ВСЕГО               | 10 | 10 | 12 | 10 | 20 | 6 | 6 | 8 | 12 | 20 | 18 | 16 | 13 | 6 | 6 | 14 | 14 | 22 | 10 | 10 | 18 | 22 | 10 | 12 | 66 | 8 | 6 | 16 |    |

| Защ | Максим Игнатович    |    |   |   |    |    | 5  | 4  | 4  | 4 |   |   |   |   |   |    | 2 | 2  |   |    |    |    |   | 2 |   |    | 2 |    |   | 82 |
| Нап | Вячеслав Основин    |    | 2 |   |    |    |    | 12 |    |   | 2 |   |   | 2 |   |    |   |    |   |    | 30 |    |   | 2 |   |    |   |    | 2 | 76 |
| Нап | Степан Санников     |    |   |   | 4  |    |    |    |    |   |   |   |   | 2 |   | 2  |   |    | 2 |    |    | 4  |   |   |   |    |   |    |   | 49 |
| Нап | Андрей Сигарёв      |    |   |   |    | 2  |    |    |    |   |   |   | 2 |   |   |    |   |    |   |    |    |    |   |   |   |    |   |    |   | 46 |
| Защ | Константин Алексеев | 25 |   |   |    | 2  |    |    |    |   |   |   |   |   | 2 |    |   |    |   |    |    |    |   |   | 2 |    |   | 4  |   | 43 |
|     | Командный штраф     | 2  |   |   |    |    |    | 4  |    |   |   |   |   |   | 2 | 4  | 2 |    |   | 2  | 2  | 2  |   |   | 2 |    |   |    |   | 38 |
| Защ | Кирилл Воробьев     | 2  |   |   |    |    |    |    | 2  |   |   |   |   |   |   |    |   |    | 2 |    |    |    |   |   |   | 4  |   |    |   | 34 |
| Нап | Глеб Зырянов        |    |   |   |    |    |    |    |    |   |   |   |   |   |   |    | 2 | 2  |   | 4  |    |    |   |   |   |    | 2 | 4  |   | 32 |
| Защ | Андрей Ермаков      | 2  |   |   |    | 5  |    |    |    |   |   |   |   |   |   | 2  |   | 2  |   |    |    |    |   |   | 2 | 2  |   |    |   | 31 |
| Нап | Сергей Коньков      |    | 2 |   |    | 2  | 4  |    |    |   | 2 |   |   |   |   |    |   |    |   |    |    |    |   |   | 2 |    | 2 |    |   | 30 |
| Защ | Владислав Наумов    |    |   |   |    |    |    |    |    |   |   | 2 |   | 2 |   | 2  |   |    |   |    |    | 2  | 2 |   |   |    |   |    |   | 28 |
| Защ | Николай Демидов     |    |   |   |    |    |    |    |    |   |   |   |   |   |   |    |   |    |   |    |    |    |   | 2 |   | 2  |   | 2  |   | 27 |
| Защ | Дмитрий Лукин       | 2  |   | 2 | 4  |    |    |    |    | 4 |   |   |   |   |   |    |   |    |   |    |    |    |   |   |   |    |   |    |   | 20 |
| Нап | Йонас Энлунд        |    |   |   |    |    | 2  |    |    |   |   |   |   |   |   |    |   |    |   | 2  |    |    | 2 |   |   |    |   | 2  |   | 20 |
| Защ | Иван Верещагин      |    |   |   |    |    |    |    | 2  | 2 | 2 |   |   |   | 2 |    |   |    |   |    |    |    |   | 2 |   |    |   |    |   | 18 |
| Нап | Владимир Первушин   |    |   |   |    |    |    |    | 4  |   |   |   |   |   | 2 |    |   |    |   |    |    |    |   |   |   | 2  |   |    |   | 18 |
| Нап | Патрик Закриссон    |    |   | 2 | 2  |    |    |    |    |   |   |   |   |   |   |    |   |    | 2 |    |    |    |   |   |   |    |   | 2  |   | 18 |
| Нап | Рок Тичар           |    |   |   |    |    |    |    |    |   |   |   |   |   |   |    |   | 2  | 2 | 12 |    |    |   |   |   |    |   |    |   | 16 |
| Нап | Игорь Левицкий      |    | 2 |   | 5  |    |    |    |    |   |   |   |   |   |   |    |   | 2  |   |    |    |    |   |   |   |    |   |    |   | 13 |
| Защ | Александр Макаров   |    |   | 2 |    |    |    |    |    |   | 2 |   |   |   |   |    |   | 4  |   |    |    |    |   |   |   |    |   |    |   | 12 |
| Нап | Александр Шаров     |    | 2 |   |    |    |    |    |    |   |   |   | 2 |   |   |    |   |    |   |    |    | 2  |   |   |   |    |   |    |   | 12 |
| Защ | Адам Полашек        |    |   |   |    |    |    |    |    |   |   |   |   |   |   |    |   |    |   |    |    |    |   |   |   |    |   |    |   | 10 |
| Нап | Александр Бергстрём |    |   |   |    |    |    |    |    |   |   |   |   |   |   |    |   |    |   |    |    |    |   |   |   |    |   |    |   | 10 |
| Нап | Артём Артёмов       |    |   | 2 |    |    |    |    |    |   |   |   |   |   |   |    |   | 2  |   |    |    |    |   |   |   |    |   |    |   | 6  |
| Защ | Илья Морозов        |    |   |   |    |    |    |    |    |   | 2 |   | 2 |   |   |    |   |    |   | 2  |    |    |   |   |   |    |   |    |   | 6  |
| Защ | Адам Полашек        |    |   |   |    |    |    |    |    |   |   |   |   |   |   |    |   |    |   |    |    |    |   |   |   |    |   |    |   | 4  |
| Нап | Алексей Сопин       |    |   |   |    |    |    |    |    |   |   |   |   |   |   |    |   |    |   |    |    |    |   |   |   |    |   |    |   | 4  |
| Защ | Федор Беляков       |    |   |   |    |    |    |    |    |   |   |   |   |   |   |    |   |    |   |    |    |    |   |   |   |    |   |    |   | 4  |
| Нап | Павел Ткаченко      |    |   |   |    |    |    |    |    |   |   |   |   |   |   | 2  |   |    |   |    |    |    |   |   |   |    |   |    |   | 4  |
| Нап | Евгений Бодров      |    |   |   |    |    |    |    |    |   |   |   |   |   |   |    |   |    |   |    |    |    |   |   |   |    |   |    | 2 | 4  |
| Вр  | Александр Салак     |    |   |   |    |    |    |    |    |   |   |   |   |   |   |    |   |    |   |    |    |    |   |   |   |    |   |    |   | 2  |
| Нап | Сергей Барбашев     |    |   |   |    |    |    |    |    |   |   |   |   |   |   |    |   |    |   |    |    |    |   |   |   |    |   |    |   | 2  |
| Нап | Денис Горбунов      |    |   |   |    |    |    |    |    |   |   |   |   |   |   |    |   |    |   |    |    |    |   |   |   |    |   |    |   | 2  |
| Нап | Симон Энеруд        |    |   |   |    |    |    |    |    |   |   |   |   |   |   |    |   |    |   |    |    |    |   |   |   |    |   |    |   | 2  |
|     | ВСЕГО               | 33 | 8 | 8 | 15 | 11 | 11 | 20 | 12 | 6 | 8 | 2 | 6 | 6 | 8 | 12 | 6 | 16 | 8 | 22 | 32 | 10 | 4 | 8 | 8 | 10 | 6 | 14 | 4 |    |

### Результативность
Легенда:

Жирным шрифтом — голы

Полужирным — передачи
 Победный буллит
| Нап | Патрик Закриссон    | 1 |   |   |   |   | 1 | 1 |   | 1 | 1 |   |  | 1 | 1 2 |  | 1 | 1   |   |  |   |  | 2 | 1 |  |   | 1 | 1 |   | 7 | 10 | 17 |
| Нап | Александр Бергстрём | 1 | 1 |   |   |   |   | 1 | 1 | 1 | 1 | 1 |  |   | 2   |  |   | 2 1 |   |  | 1 |  |   |   |  |   | 1 | 1 |   | 8 | 7  | 15 |
| Нап | Андрей Сигарёв      | 1 |   |   |   |   |   | 1 | 1 |   | 2 |   |  | 1 | 2   |  |   |     |   |  |   |  | 2 | 1 |  |   | 1 |   |   | 7 | 5  | 12 |
| Защ | Иван Верещагин      |   | 1 | 2 |   |   |   | 1 | 1 | 1 |   | 1 |  | 1 | 2   |  |   | 1   |   |  |   |  |   |   |  |   |   |   |   | 2 | 10 | 12 |
| Нап | Вячеслав Основин    |   |   |   |   |   |   |   |   | 1 | 1 | 1 |  | 1 |     |  | 1 | 1   |   |  | 2 |  |   |   |  | 1 |   | 1 | 1 | 6 | 5  | 11 |
| Нап | Степан Санников     | 1 | 1 |   | 1 |   | 1 |   |   | 1 |   |   |  | 1 |     |  |   | 1   | 2 |  |   |  | 1 |   |  |   |   |   |   | 1 | 9  | 10 |
| Нап | Сергей Коньков      | 1 |   |   | 2 |   |   |   |   | 1 |   | 2 |  |   |     |  | 1 |     |   |  |   |  |   |   |  | 1 |   |   |   | 3 | 5  | 8  |
| Нап | Йонас Энлунд        | 1 |   |   | 1 |   |   |   |   | 2 |   | 1 |  |   | 1   |  |   |     | 2 |  |   |  |   |   |  |   |   |   | 1 | 3 | 5  | 8  |
| Нап | Александр Шаров     |   |   | 1 | 1 |   |   |   |   |   |   | 1 |  |   | 1   |  |   | 1   |   |  |   |  |   |   |  | 1 |   |   |   | 4 | 3  | 7  |
| Защ | Владислав Наумов    |   |   |   |   |   |   |   |   |   |   | 1 |  | 1 |     |  |   |     |   |  |   |  | 1 |   |  |   | 1 |   | 1 | 2 | 4  | 6  |
| Нап | Игорь Левицкий      |   | 1 |   |   |   |   |   |   | 1 |   |   |  |   |     |  |   | 1   | 1 |  |   |  |   |   |  |   | 1 |   |   | 2 | 3  | 5  |
| Защ | Николай Демидов     |   |   |   |   |   |   |   |   |   | 1 | 1 |  |   |     |  |   |     |   |  |   |  | 1 | 1 |  |   |   |   |   | 1 | 4  | 5  |
| Защ | Максим Игнатович    |   | 1 |   |   |   | 1 |   |   |   |   |   |  |   | 1   |  |   |     | 1 |  |   |  |   |   |  |   |   |   |   | 0 | 4  | 4  |
| Защ | Андрей Ермаков      |   |   |   |   |   |   |   |   |   |   |   |  |   |     |  |   |     |   |  | 1 |  |   |   |  |   |   | 1 |   | 2 | 1  | 3  |
| Защ | Константин Алексеев |   |   |   |   |   |   |   |   |   | 2 |   |  |   |     |  |   |     |   |  | 1 |  |   |   |  |   |   |   |   | 0 | 3  | 3  |
| Нап | Владимир Первушин   |   |   | 1 |   |   |   |   |   |   | 1 |   |  |   |     |  |   |     |   |  |   |  |   |   |  |   |   |   |   | 1 | 1  | 2  |
| Защ | Адам Полашек        |   |   |   |   |   |   |   |   | 1 |   |   |  |   |     |  |   | 1   |   |  |   |  |   |   |  |   |   |   |   | 1 | 1  | 2  |
| Нап | Артём Артёмов       |   |   |   |   | 1 |   |   |   |   |   |   |  |   |     |  |   |     |   |  |   |  |   |   |  |   |   |   |   | 1 | 0  | 1  |
| Нап | Симон Энеруд        |   |   |   |   |   |   |   |   |   |   |   |  |   |     |  |   |     | 1 |  |   |  |   |   |  |   |   |   |   | 1 | 0  | 1  |
| Защ | Федор Беляков       |   | 1 |   |   |   |   |   |   |   |   |   |  |   |     |  |   |     |   |  |   |  |   |   |  |   |   |   |   | 0 | 1  | 1  |
| Нап | Алексей Сопин       |   |   |   |   |   |   |   |   | 1 |   |   |  |   |     |  |   |     |   |  |   |  |   |   |  |   |   |   |   | 0 | 1  | 1  |
| Защ | Кирилл Воробьев     |   |   |   |   |   |   |   |   |   |   |   |  |   |     |  | 1 |     |   |  |   |  |   |   |  |   |   |   |   | 0 | 1  | 1  |
| Защ | Дмитрий Лукин       |   |   |   |   |   |   |   |   |   |   |   |  |   |     |  |   |     |   |  |   |  |   | 1 |  |   |   |   |   | 0 | 1  | 1  |
| Нап | Евгений Бодров      |   |   |   |   |   |   |   |   |   |   |   |  |   |     |  |   |     |   |  |   |  |   |   |  |   |   | 1 |   | 0 | 1  | 1  |

| Нап | Патрик Закриссон    | 1 |   | 1 |  |   | 1 |   | 1 |   | 1 | 1 |   | 1 | 1 | 1 | 1   |   | 2 | 1 | 2 | 1 | 2 | 1 | 1 | 1 |   |   |   | 13 | 29 | 42 |
| Нап | Александр Бергстрём | 2 |   | 2 |  |   | 1 |   |   | 1 | 1 |   | 1 | 1 | 1 | 1 | 2 1 | 1 | 1 | 1 | 1 | 1 | 1 | 1 |   | 2 |   |   |   | 21 | 20 | 41 |
| Нап | Степан Санников     |   | 1 |   |  | 1 | 1 |   |   | 1 |   |   | 1 | 1 | 2 |   |     | 1 |   | 1 |   | 1 | 1 | 1 |   |   | 1 | 1 |   | 10 | 16 | 26 |
| Нап | Йонас Энлунд        | 1 |   |   |  | 1 | 3 |   |   |   |   |   |   |   | 2 |   | 1   |   | 1 | 1 | 1 | 1 | 3 | 1 |   | 1 |   |   |   | 9  | 17 | 26 |
| Нап | Андрей Сигарёв      |   |   | 1 |  |   | 1 |   | 1 |   | 2 |   |   | 1 | 1 | 2 |     |   |   |   |   |   |   |   |   | 1 |   |   | 1 | 9  | 15 | 24 |
| Нап | Вячеслав Основин    | 1 |   | 1 |  | 1 |   |   |   | 1 |   |   |   | 1 | 2 |   | 1   | 1 | 1 |   |   |   |   |   |   |   | 2 |   |   | 11 | 12 | 23 |
| Защ | Иван Верещагин      |   |   |   |  |   |   |   |   | 1 |   |   | 1 | 2 |   | 2 | 1   |   |   |   | 1 |   |   | 1 |   | 1 |   |   |   | 5  | 17 | 22 |
| Нап | Александр Шаров     |   | 1 |   |  |   |   |   |   | 1 | 1 |   |   | 1 | 1 |   |     |   |   | 1 | 1 | 2 | 1 |   |   |   | 2 | 1 |   | 9  | 10 | 19 |
| Нап | Сергей Коньков      |   |   |   |  |   |   |   |   | 3 | 1 |   |   |   | 1 |   | 1   | 1 |   |   |   |   |   | 1 |   |   |   |   |   | 8  | 8  | 16 |
| Защ | Андрей Ермаков      | 1 |   | 1 |  | 1 | 1 |   |   |   |   | 1 | 1 |   | 1 |   | 1   | 1 | 1 |   |   |   | 1 |   |   |   | 1 |   |   | 7  | 9  | 16 |
| Защ | Николай Демидов     |   |   |   |  | 1 |   |   |   |   |   |   |   |   | 1 |   |     | 2 | 1 |   |   |   | 1 |   |   |   |   |   |   | 4  | 8  | 12 |
| Защ | Константин Алексеев |   |   |   |  |   | 1 |   |   |   |   |   |   | 1 |   |   | 1   | 1 | 1 |   |   | 1 | 1 |   | 1 |   |   |   |   | 0  | 12 | 12 |
| Защ | Владислав Наумов    |   |   |   |  | 1 | 1 |   |   |   | 1 |   |   |   |   | 1 |     |   |   |   |   | 1 |   |   |   |   |   |   |   | 4  | 7  | 11 |
| Нап | Игорь Левицкий      | 1 |   |   |  | 1 |   |   |   |   |   |   |   |   |   |   | 1   |   |   |   |   |   |   |   |   |   |   |   |   | 5  | 3  | 8  |
| Нап | Владимир Первушин   |   |   |   |  |   |   | 1 |   |   | 1 |   |   |   | 1 |   | 1   |   |   |   |   |   |   |   |   | 1 |   |   | 1 | 5  | 3  | 8  |
| Защ | Максим Игнатович    |   |   |   |  |   | 2 |   |   |   |   |   |   |   |   |   |     |   | 1 |   |   |   |   |   |   | 1 |   |   |   | 2  | 6  | 8  |
| Нап | Рок Тичар           |   |   |   |  |   |   |   |   |   |   |   |   |   |   |   |     | 1 | 1 | 1 | 1 | 2 |   |   |   |   |   |   | 1 | 4  | 3  | 7  |
| Защ | Кирилл Воробьев     |   |   |   |  | 1 |   | 1 | 1 |   |   |   |   |   |   |   |     |   |   |   |   |   |   |   |   |   |   |   |   | 0  | 4  | 4  |
| Нап | Артём Артёмов       |   |   |   |  |   |   |   |   |   |   |   |   |   |   |   | 1   |   |   |   |   |   |   |   |   |   |   |   |   | 2  | 0  | 2  |
| Защ | Адам Полашек        |   |   |   |  |   |   |   |   |   |   |   |   |   |   |   |     |   |   |   |   |   |   |   |   |   |   |   |   | 1  | 1  | 2  |
| Нап | Семён Иванов        |   |   |   |  |   |   |   |   |   |   |   |   | 1 | 1 |   |     |   |   |   |   |   |   |   |   |   |   |   |   | 1  | 1  | 2  |
| Нап | Глеб Зырянов        |   |   |   |  |   |   |   |   |   |   |   |   |   |   |   | 1   |   |   |   |   |   |   | 1 |   |   |   |   |   | 1  | 1  | 2  |
| Защ | Александр Макаров   |   |   |   |  |   |   |   |   |   |   |   |   |   |   |   |     |   |   |   |   |   |   | 2 |   |   |   |   |   | 0  | 2  | 2  |
| Защ | Дмитрий Лукин       |   |   |   |  |   |   |   |   | 1 |   |   |   |   |   |   |     |   |   |   |   |   |   |   |   |   |   |   |   | 0  | 2  | 2  |
| Нап | Павел Ткаченко      |   |   |   |  |   |   | 1 |   |   |   |   |   |   | 1 |   |     |   |   |   |   |   |   |   |   |   |   |   |   | 0  | 2  | 2  |
| Нап | Симон Энеруд        |   |   |   |  |   |   |   |   |   |   |   |   |   |   |   |     |   |   |   |   |   |   |   |   |   |   |   |   | 1  | 0  | 1  |
| Защ | Федор Беляков       |   |   |   |  |   |   |   |   |   |   |   |   |   |   |   |     |   |   |   |   |   |   |   |   |   |   |   |   | 0  | 1  | 1  |
| Нап | Алексей Сопин       |   |   |   |  |   |   |   |   |   |   |   |   |   |   |   |     |   |   |   |   |   |   |   |   |   |   |   |   | 0  | 1  | 1  |
| Нап | Евгений Бодров      |   |   |   |  |   |   |   |   |   |   |   |   |   |   |   |     |   |   |   |   |   |   |   |   |   |   |   |   | 0  | 1  | 1  |